# Torneo Nacional de Ascenso 2013-14
La temporada 2013-14 del Torneo Nacional de Ascenso, segunda categoría del básquet argentino, es la vigesimotercera edición desde su creación. Comenzó a mediados de octubre de 2013 y finalizará en junio de 2014. Lo disputan 20 equipos.
El campeón fue Ciclista Juninense, equipo que venció en la final a Instituto en tres juegos. Además logró ascender a la Liga Nacional de Básquet por segunda vez, ya que lo había conseguido en el TNA 2004-05.
El subcampeón y segundo equipo ascendido fue San Martín de Corrientes, que venció a Instituto en los primeros tres juegos de final por el segundo ascenso y volvió a la máxima categoría tras su paso en la temporada 2011-12.
Por otro lado Sarmiento de Resistencia y San Lorenzo de Chivilcoy fueron los dos equipos descendidos.

## Modo de disputa
El campeonato estuvo dividido en cuatro fases y otorgó dos ascensos a la Liga Nacional de Básquet 2014-15 y dos descensos al Torneo Federal 2014-15.
Serie regular
Primera fase
Los veinte equipos participantes se dividen en cuatro grupos de cinco equipos cada uno según su cercanía geográfica, donde cada equipo juega contra los rivales de grupo dos veces, una de local y otra de visitante. Se otorgan dos puntos por victoria y uno por derrota.
Segunda fase
Los veinte participantes se dividen en dos zonas, zona norte y zona sur, de diez equipos cada una, donde se enfrentan con los rivales de zona en partidos de ida y vuelta. Se otorgan dos puntos por victoria y uno por derrota.
Cada equipo arrastra la mitad del puntaje obtenido en la primera fase.
Al finalizar esta fase, los equipos ubicados en las primeras ocho posiciones de cada zona avanzan a la Ronda campeonato, mientras que el último de cada zona desciende al Torneo Federal 2014/15.
Play offs - Ronda campeonato
Octavos de final
Los partidos serán en dos grupos:
| Grupo A                                     | Grupo B                                     |
| Primero Norte (1.ºN) vs. Octavo Sur (8.ºS)  | Primero Sur (1.ºS) vs. Octavo Norte (8.ºN)  |
| Segundo Sur (2.ºS) vs. Séptimo Norte (7.ºN) | Segundo Norte (2.ºN) vs. Séptimo Sur (7.ºS) |
| Tercero Norte (3.ºN) vs. Sexto Sur (6.ºS)   | Tercero Sur (3.ºS) vs. Sexto Norte (6.ºN)   |
| Cuarto Sur (4.ºS) vs. Quinto Norte (5.ºN)   | Cuarto Norte (4.ºN) vs. Quinto Sur (5.ºS)   |

Los ganadores avanzan a los Cuartos de final y los perdedores dejan de participar.
Cuartos de final
Luego de los enfrentamientos, los equipos son ordenados según su posición en la Segunda fase del 1° al 4° en cada grupo y los enfrentamientos son:
| 1.° Grupo A vs. 4.° Grupo B | 2.° Grupo B vs. 3.° Grupo A |
| 1.° Grupo B vs. 4.° Grupo A | 2.° Grupo A vs. 3.° Grupo B |

Los ganadores avanzan a las Semifinales; los perdedores dejan de participar.
Semifinales
| Ganador 1.°A-4.°B vs. Ganador 2.°B-3.°A | Ganador 1.°B-4.°A vs. Ganador 2.°A-3.°B |

Los ganadores de los partidos avanzan a la Final mientras que los perdedores clasifican automáticamente a la Ronda repechaje.
Final
Los dos ganadores de las semifinales se enfrentan para definir al campeón y primer ascendido del campeonato; mientras que el perdedor clasifica automáticamente a la Final de la Ronda repechaje.
Ronda repechaje
La disputan los dos perdedores de las semifinales de la Ronda campeonato y el perdedor de la Final de la misma ronda. Será a 5 partidos.
Semifinal
La disputan los dos perdedores de las semifinales de la Ronda campeonato, el ganador accede a la final, mientras que el perdedor deja de participar.
Final
La disputan el ganador de la semifinal contra el perdedor de la Final de la Ronda campeonato y define al subcampeón y segundo ascenso del torneo. El perdedor deja de participar.

## Equipos participantes

### Ascensos y descensos
Equipos entrantes
| Pos. | Ascendidos del TFB 2012/13 |
| ---- | -------------------------- |
| 1.º  | Unión de Santa Fe          |
| 2.º  | Barrio Parque              |

| Pos. | Descendidos de la LNB 2012-13 |
| ---- | ----------------------------- |
| 15.º | Club Sportivo 9 de Julio      |
| 16.º | Unión Progresista             |

Equipos salientes
| Pos. | Ascendidos a la LNB 2013/14 |
| ---- | --------------------------- |
| 1.º  | Estudiantes (Concordia)     |
| 2.º  | Quilmes                     |

| Pos.       | Descendidos del TNA 2012/13 |
| ---------- | --------------------------- |
| 10.º Norte | Unión (Sunchales)           |
| 10.º Sur   | Bragado                     |

### Equipos
| Club                               | Procedencia                        | Pabellón                                     | Capacidad |
| Asociación Atlética Banda Norte    | Río Cuarto, Córdoba                | Banda Norte                                  | 1600      |
| Atlético Echagüe Club              | Paraná, Entre Ríos                 | Luis Butta                                   | 3000      |
| Ceferino Alianza                   | Viedma, Río Negro                  | Polideportivo Municipal Ángel Cayetano Arias | 2500      |
| Club Ciclista Juninense            | Junín, Buenos Aires                | Raúl Chuni Merlo                             | 2100      |
| Club Alvear                        | Villa Ángela, Chaco                | Club Alvear                                  | 760       |
| Club Atlético Barrio Parque        | Córdoba, Córdoba                   | Teatro del Parque                            | 1000      |
| Club Atlético San Isidro           | San Francisco, Córdoba             | Severo Robledo                               |           |
| Club Atlético Sarmiento            | Resistencia, Chaco                 | Gimnasio Resistencia                         | 1000      |
| Club Atlético Unión                | Santa Fe, Santa Fe                 | Estadio Ángel P. Malvicino                   | 4500      |
| Club La Unión                      | Entre Ríos, Entre Ríos             | Carlos Delasoie                              | 1000      |
| Club San Martín de Corrientes      | Corrientes, Corrientes             | Estadio Raúl Argentino Ortiz                 | 3000      |
| Club Social y Deportivo Huracán    | Trelew, Chubut                     | Atilio Oscar Viglione                        | 550       |
| Club Sportivo 9 de julio           | Río Tercero, Córdoba               | José Albert                                  |           |
| Club Tomás de Rocamora             | Concepción del Uruguay, Entre Ríos | Julio César Paccagnella                      | 1000      |
| Club Unión Progresista             | Villa Ángela, Chaco                | Club Unión Progresista                       | 1750      |
| Instituto Atlético Central Córdoba | Córdoba, Córdoba                   | Gimnasio Ángel Sandrin                       | 2000      |
| Monte Hermoso Basket               | Monte Hermoso, Buenos Aires        | Estadio Polideportivo Municipal              | 2500      |
| Oberá Tenis Club                   | Oberá, Misiones                    | Oberá Tenis Club                             | 2000      |
| San Lorenzo de Chivilcoy           | Chivilcoy, Buenos Aires            | Oscár y Alfredo Barca                        | 1500      |
| Sport Club Cañadense               | Cañada de Gómez, Santa Fe          | Florencio Varni                              | 2500      |

## Primera fase

### Grupo 1
| Equipo | Equipo                  | PJ | PG | PP | Pts |
| ------ | ----------------------- | -- | -- | -- | --- |
| 1.°    | Oberá Tenis Club        | 8  | 6  | 2  | 14  |
| 2.°    | Unión Progresista       | 8  | 4  | 4  | 12  |
| 3.°    | Alvear (Villa Ángela)   | 8  | 4  | 4  | 12  |
| 4.°    | Sarmiento (Resistencia) | 8  | 3  | 5  | 11  |
| 5.°    | San Martín (Corrientes) | 8  | 3  | 5  | 11  |

| Fecha 1      | Fecha 1   | Fecha 1           | Fecha 1              | Fecha 1       | Fecha 1 | Fecha 1 | Fecha 1 | Fecha 1 | Fecha 1 | Fecha 1 | Fecha 1 |
| Local        | Resultado | Visitante         | Estadio              | Fecha         | Hora    |         |         |         |         |         |         |
| ------------ | --------- | ----------------- | -------------------- | ------------- | ------- | ------- | ------- | ------- | ------- | ------- | ------- |
| Sarmiento    | 83 - 82   | San Martín        | Alejo Gronda         | 18 de octubre | 21:30   |         |         |         |         |         |         |
| Alvear       | 61 - 78   | Unión Progresista | Club Atlético Alvear | 18 de octubre | 21:30   |         |         |         |         |         |         |
| Libre: Oberá |           |                   |                      |               |         |         |         |         |         |         |         |

| Fecha 2           | Fecha 2   | Fecha 2   | Fecha 2                | Fecha 2       | Fecha 2 | Fecha 2 | Fecha 2 | Fecha 2 | Fecha 2 | Fecha 2 | Fecha 2 |
| Local             | Resultado | Visitante | Estadio                | Fecha         | Hora    |         |         |         |         |         |         |
| ----------------- | --------- | --------- | ---------------------- | ------------- | ------- | ------- | ------- | ------- | ------- | ------- | ------- |
| San Martín        | 74 - 70   | Alvear    | El Gigante Rojinegro   | 25 de octubre | 21:30   |         |         |         |         |         |         |
| Unión Progresista | 74 - 78   | Oberá     | Club Unión Progresista | 25 de octubre | 22:00   |         |         |         |         |         |         |
| Libre: Sarmiento  |           |           |                        |               |         |         |         |         |         |         |         |

| Fecha 3                  | Fecha 3   | Fecha 3    | Fecha 3              | Fecha 3       | Fecha 3 | Fecha 3 | Fecha 3 | Fecha 3 | Fecha 3 | Fecha 3 | Fecha 3 |
| Local                    | Resultado | Visitante  | Estadio              | Fecha         | Hora    |         |         |         |         |         |         |
| ------------------------ | --------- | ---------- | -------------------- | ------------- | ------- | ------- | ------- | ------- | ------- | ------- | ------- |
| Oberá                    | 86 - 81   | San Martín | Obera Tenis Club     | 30 de octubre | 21:30   |         |         |         |         |         |         |
| Alvear                   | 80 - 62   | Sarmiento  | Club Atlético Alvear | 30 de octubre | 22:00   |         |         |         |         |         |         |
| Libre: Unión Progresista |           |            |                      |               |         |         |         |         |         |         |         |

| Fecha 4       | Fecha 4   | Fecha 4           | Fecha 4              | Fecha 4        | Fecha 4 | Fecha 4 | Fecha 4 | Fecha 4 | Fecha 4 | Fecha 4 | Fecha 4 |
| Local         | Resultado | Visitante         | Estadio              | Fecha          | Hora    |         |         |         |         |         |         |
| ------------- | --------- | ----------------- | -------------------- | -------------- | ------- | ------- | ------- | ------- | ------- | ------- | ------- |
| San Martín    | 80 - 72   | Unión Progresista | El Gigante Rojinegro | 3 de noviembre | 21:30   |         |         |         |         |         |         |
| Sarmiento     | 84 - 89   | Oberá             | Alejo Gronda         | 3 de noviembre | 21:30   |         |         |         |         |         |         |
| Libre: Alvear |           |                   |                      |                |         |         |         |         |         |         |         |

| Fecha 5           | Fecha 5   | Fecha 5   | Fecha 5                | Fecha 5        | Fecha 5 | Fecha 5 | Fecha 5 | Fecha 5 | Fecha 5 | Fecha 5 | Fecha 5 |
| Local             | Resultado | Visitante | Estadio                | Fecha          | Hora    |         |         |         |         |         |         |
| ----------------- | --------- | --------- | ---------------------- | -------------- | ------- | ------- | ------- | ------- | ------- | ------- | ------- |
| Oberá             | 88 - 82   | Alvear    | Obera Tenis Club       | 6 de noviembre | 21:30   |         |         |         |         |         |         |
| Unión Progresista | 81 - 78   | Sarmiento | Club Unión Progresista | 6 de noviembre | 22:00   |         |         |         |         |         |         |
| Libre: San Martín |           |           |                        |                |         |         |         |         |         |         |         |

| Fecha 6          | Fecha 6   | Fecha 6            | Fecha 6              | Fecha 6         | Fecha 6 | Fecha 6 | Fecha 6 | Fecha 6 | Fecha 6 | Fecha 6 | Fecha 6 |
| Local            | Resultado | Visitante          | Estadio              | Fecha           | Hora    |         |         |         |         |         |         |
| ---------------- | --------- | ------------------ | -------------------- | --------------- | ------- | ------- | ------- | ------- | ------- | ------- | ------- |
| Oberá            | 82 - 61   | Unión Proigresista | Obera Tenis Club     | 10 de noviembre | 21:30   |         |         |         |         |         |         |
| Alvear           | 72 - 69   | San Martín         | Club Atlético Alvear | 10 de noviembre | 22:00   |         |         |         |         |         |         |
| Libre: Sarmiento |           |                    |                      |                 |         |         |         |         |         |         |         |

| Fecha 7                  | Fecha 7   | Fecha 7   | Fecha 7              | Fecha 7         | Fecha 7 | Fecha 7 | Fecha 7 | Fecha 7 | Fecha 7 | Fecha 7 | Fecha 7 |
| Local                    | Resultado | Visitante | Estadio              | Fecha           | Hora    |         |         |         |         |         |         |
| ------------------------ | --------- | --------- | -------------------- | --------------- | ------- | ------- | ------- | ------- | ------- | ------- | ------- |
| Sarmiento                | 73 - 74   | Alvear    | Alejo Gronda         | 15 de noviembre | 21:30   |         |         |         |         |         |         |
| San Martín               | 87 - 64   | Oberá     | El Gigante Rojinegro | 15 de noviembre | 21:30   |         |         |         |         |         |         |
| Libre: Unión Progresista |           |           |                      |                 |         |         |         |         |         |         |         |

| Fecha 8           | Fecha 8   | Fecha 8    | Fecha 8                | Fecha 8         | Fecha 8 | Fecha 8 | Fecha 8 | Fecha 8 | Fecha 8 | Fecha 8 | Fecha 8 |
| Local             | Resultado | Visitante  | Estadio                | Fecha           | Hora    |         |         |         |         |         |         |
| ----------------- | --------- | ---------- | ---------------------- | --------------- | ------- | ------- | ------- | ------- | ------- | ------- | ------- |
| Oberá             | 99 - 94   | Sarmiento  | Obera Tenis Club       | 22 de noviembre | 21:30   |         |         |         |         |         |         |
| Unión Progresista | 94 - 83   | San Martín | Club Unión Progresista | 22 de noviembre | 22:00   |         |         |         |         |         |         |
| Libre: Alvear     |           |            |                        |                 |         |         |         |         |         |         |         |

| Fecha 9           | Fecha 9   | Fecha 9           | Fecha 9              | Fecha 9         | Fecha 9 | Fecha 9 | Fecha 9 | Fecha 9 | Fecha 9 | Fecha 9 | Fecha 9 |
| Local             | Resultado | Visitante         | Estadio              | Fecha           | Hora    |         |         |         |         |         |         |
| ----------------- | --------- | ----------------- | -------------------- | --------------- | ------- | ------- | ------- | ------- | ------- | ------- | ------- |
| Sarmiento         | 65 - 64   | Unión Progresista | Alejo Gronda         | 27 de noviembre | 21:30   |         |         |         |         |         |         |
| Alvear            | 82 - 72   | Oberá             | Club Atlético Alvear | 27 de noviembre | 22:00   |         |         |         |         |         |         |
| Libre: San Martín |           |                   |                      |                 |         |         |         |         |         |         |         |

| Fecha 10          | Fecha 10  | Fecha 10  | Fecha 10               | Fecha 10       | Fecha 10 | Fecha 10 | Fecha 10 | Fecha 10 | Fecha 10 | Fecha 10 | Fecha 10 |
| Local             | Resultado | Visitante | Estadio                | Fecha          | Hora     |          |          |          |          |          |          |
| ----------------- | --------- | --------- | ---------------------- | -------------- | -------- | -------- | -------- | -------- | -------- | -------- | -------- |
| San Martín        | 77 - 82   | Sarmiento | El Gigante Rojinegro   | 1 de diciembre | 21:30    |          |          |          |          |          |          |
| Unión Progresista | 85 - 74   | Alvear    | Club Unión Progresista | 1 de diciembre | 22:00    |          |          |          |          |          |          |
| Libre: Oberá      |           |           |                        |                |          |          |          |          |          |          |          |

### Grupo 2
| Equipo | Equipo                     | PJ | PG | PP | Pts |
| ------ | -------------------------- | -- | -- | -- | --- |
| 1.°    | Banda Norte                | 8  | 5  | 3  | 13  |
| 2.°    | Barrio Parque              | 8  | 5  | 3  | 13  |
| 3.°    | San Isidro (San Francisco) | 8  | 4  | 4  | 12  |
| 4.°    | Instituto                  | 8  | 4  | 4  | 12  |
| 5.°    | 9 de Julio (RT)            | 8  | 2  | 6  | 10  |

| Fecha 1                | Fecha 1   | Fecha 1       | Fecha 1                | Fecha 1       | Fecha 1 | Fecha 1 | Fecha 1 | Fecha 1 | Fecha 1 | Fecha 1 | Fecha 1 |
| Local                  | Resultado | Visitante     | Estadio                | Fecha         | Hora    |         |         |         |         |         |         |
| ---------------------- | --------- | ------------- | ---------------------- | ------------- | ------- | ------- | ------- | ------- | ------- | ------- | ------- |
| San Isidro (SF)        | 73 - 74   | Banda Norte   | Severo Robledo         | 18 de octubre | 21:30   |         |         |         |         |         |         |
| Instituto              | 86 - 88   | Barrio Parque | Gimnasio Ángel Sandrin | 18 de octubre | 21:30   |         |         |         |         |         |         |
| Libre: 9 de Julio (RT) |           |               |                        |               |         |         |         |         |         |         |         |

| Fecha 2                | Fecha 2   | Fecha 2         | Fecha 2           | Fecha 2       | Fecha 2 | Fecha 2 | Fecha 2 | Fecha 2 | Fecha 2 | Fecha 2 | Fecha 2 |
| Local                  | Resultado | Visitante       | Estadio           | Fecha         | Hora    |         |         |         |         |         |         |
| ---------------------- | --------- | --------------- | ----------------- | ------------- | ------- | ------- | ------- | ------- | ------- | ------- | ------- |
| Barrio Parque          | 86 - 98   | 9 de Julio (RT) | Teatro del Parque | 25 de octubre | 21:30   |         |         |         |         |         |         |
| Banda Norte            | 70 - 78   | Instituto       | Banda Norte       | 25 de octubre | 21:30   |         |         |         |         |         |         |
| Libre: San Isidro (SF) |           |                 |                   |               |         |         |         |         |         |         |         |

| Fecha 3              | Fecha 3   | Fecha 3         | Fecha 3                | Fecha 3       | Fecha 3 | Fecha 3 | Fecha 3 | Fecha 3 | Fecha 3 | Fecha 3 | Fecha 3 |
| Local                | Resultado | Visitante       | Estadio                | Fecha         | Hora    |         |         |         |         |         |         |
| -------------------- | --------- | --------------- | ---------------------- | ------------- | ------- | ------- | ------- | ------- | ------- | ------- | ------- |
| Instituto            | 81 - 86   | San Isidro (SF) | Gimnasio Ángel Sandrin | 30 de octubre | 21:30   |         |         |         |         |         |         |
| 9 de Julio (RT)      | 97 - 80   | Banda Norte     | José Albert            | 30 de octubre | 22:00   |         |         |         |         |         |         |
| Libre: Barrio Parque |           |                 |                        |               |         |         |         |         |         |         |         |

| Fecha 4          | Fecha 4   | Fecha 4         | Fecha 4        | Fecha 4        | Fecha 4 | Fecha 4 | Fecha 4 | Fecha 4 | Fecha 4 | Fecha 4 | Fecha 4 |
| Local            | Resultado | Visitante       | Estadio        | Fecha          | Hora    |         |         |         |         |         |         |
| ---------------- | --------- | --------------- | -------------- | -------------- | ------- | ------- | ------- | ------- | ------- | ------- | ------- |
| San Isidro (SF)  | 87 - 78   | 9 de Julio (RT) | Severo Robledo | 3 de noviembre | 20:00   |         |         |         |         |         |         |
| Banda Norte      | 74 - 76   | Barrio Parque   | Banda Norte    | 3 de noviembre | 21:00   |         |         |         |         |         |         |
| Libre: Instituto |           |                 |                |                |         |         |         |         |         |         |         |

| Fecha 5            | Fecha 5   | Fecha 5         | Fecha 5           | Fecha 5        | Fecha 5 | Fecha 5 | Fecha 5 | Fecha 5 | Fecha 5 | Fecha 5 | Fecha 5 |
| Local              | Resultado | Visitante       | Estadio           | Fecha          | Hora    |         |         |         |         |         |         |
| ------------------ | --------- | --------------- | ----------------- | -------------- | ------- | ------- | ------- | ------- | ------- | ------- | ------- |
| Barrio Parque      | 95 - 93   | San Isidro (SF) | Teatro del Parque | 6 de noviembre | 21:00   |         |         |         |         |         |         |
| 9 de Julio (RT)    | 77 - 82   | Instituto       | José Albert       | 6 de noviembre | 22:00   |         |         |         |         |         |         |
| Libre: Banda Norte |           |                 |                   |                |         |         |         |         |         |         |         |

| Fecha 6                | Fecha 6   | Fecha 6       | Fecha 6                | Fecha 6         | Fecha 6 | Fecha 6 | Fecha 6 | Fecha 6 | Fecha 6 | Fecha 6 | Fecha 6 |
| Local                  | Resultado | Visitante     | Estadio                | Fecha           | Hora    |         |         |         |         |         |         |
| ---------------------- | --------- | ------------- | ---------------------- | --------------- | ------- | ------- | ------- | ------- | ------- | ------- | ------- |
| Instituto              | 64 - 66   | Banda Norte   | Gimnasio Ángel Sandrin | 10 de noviembre | 21:30   |         |         |         |         |         |         |
| 9 de Julio (RT)        | 68 - 80   | Barrio Parque | José Albert            | 10 de noviembre | 22:00   |         |         |         |         |         |         |
| Libre: San Isidro (SF) |           |               |                        |                 |         |         |         |         |         |         |         |

| Fecha 7              | Fecha 7   | Fecha 7         | Fecha 7        | Fecha 7         | Fecha 7 | Fecha 7 | Fecha 7 | Fecha 7 | Fecha 7 | Fecha 7 | Fecha 7 |
| Local                | Resultado | Visitante       | Estadio        | Fecha           | Hora    |         |         |         |         |         |         |
| -------------------- | --------- | --------------- | -------------- | --------------- | ------- | ------- | ------- | ------- | ------- | ------- | ------- |
| San Isidro (SF)      | 87 - 85   | Instituto       | Severo Robledo | 15 de noviembre | 21:30   |         |         |         |         |         |         |
| Banda Norte          | 85 - 55   | 9 de Julio (RT) | Banda Norte    | 15 de noviembre | 21:30   |         |         |         |         |         |         |
| Libre: Barrio Parque |           |                 |                |                 |         |         |         |         |         |         |         |

| Fecha 8          | Fecha 8   | Fecha 8         | Fecha 8           | Fecha 8         | Fecha 8 | Fecha 8 | Fecha 8 | Fecha 8 | Fecha 8 | Fecha 8 | Fecha 8 |
| Local            | Resultado | Visitante       | Estadio           | Fecha           | Hora    |         |         |         |         |         |         |
| ---------------- | --------- | --------------- | ----------------- | --------------- | ------- | ------- | ------- | ------- | ------- | ------- | ------- |
| Barrio Parque    | 60 - 81   | Banda Norte     | Teatro del Parque | 22 de noviembre | 21:30   |         |         |         |         |         |         |
| 9 de Julio (RT)  | 66 - 84   | San Isidro (SF) | José Albert       | 25 de noviembre | 22:00   |         |         |         |         |         |         |
| Libre: Instituto |           |                 |                   |                 |         |         |         |         |         |         |         |

| Fecha 9            | Fecha 9   | Fecha 9         | Fecha 9                | Fecha 9         | Fecha 9 | Fecha 9 | Fecha 9 | Fecha 9 | Fecha 9 | Fecha 9 | Fecha 9 |
| Local              | Resultado | Visitante       | Estadio                | Fecha           | Hora    |         |         |         |         |         |         |
| ------------------ | --------- | --------------- | ---------------------- | --------------- | ------- | ------- | ------- | ------- | ------- | ------- | ------- |
| Instituto          | 80 - 76   | 9 de Julio (RT) | Gimnasio Ángel Sandrin | 27 de noviembre | 21:30   |         |         |         |         |         |         |
| San Isidro (SF)    | 76 - 78   | Barrio Parque   | Severo Robledo         | 27 de noviembre | 21:30   |         |         |         |         |         |         |
| Libre: Banda Norte |           |                 |                        |                 |         |         |         |         |         |         |         |

| Fecha 10               | Fecha 10  | Fecha 10        | Fecha 10          | Fecha 10       | Fecha 10 | Fecha 10 | Fecha 10 | Fecha 10 | Fecha 10 | Fecha 10 | Fecha 10 |
| Local                  | Resultado | Visitante       | Estadio           | Fecha          | Hora     |          |          |          |          |          |          |
| ---------------------- | --------- | --------------- | ----------------- | -------------- | -------- | -------- | -------- | -------- | -------- | -------- | -------- |
| Banda Norte            | 86 - 82   | San Isidro (SF) | Banda Norte       | 1 de diciembre | 21:00    |          |          |          |          |          |          |
| Barrio Parque          | 68 - 80   | Instituto       | Teatro del Parque | 1 de diciembre | 21:00    |          |          |          |          |          |          |
| Libre: 9 de Julio (RT) |           |                 |                   |                |          |          |          |          |          |          |          |

### Grupo 3
| Equipo | Equipo               | PJ | PG | PP | Pts |
| ------ | -------------------- | -- | -- | -- | --- |
| 1.°    | Sport Club Cañadense | 8  | 5  | 3  | 13  |
| 2.°    | La Unión (Colón)     | 8  | 5  | 3  | 13  |
| 3.°    | Unión (Santa Fe)     | 8  | 4  | 4  | 12  |
| 4.°    | Echagüe (Paraná)     | 8  | 4  | 4  | 12  |
| 5.°    | Tomás de Rocamora    | 8  | 2  | 6  | 10  |

| Fecha 1         | Fecha 1   | Fecha 1    | Fecha 1              | Fecha 1       | Fecha 1 | Fecha 1 | Fecha 1 | Fecha 1 | Fecha 1 | Fecha 1 | Fecha 1 |
| Local           | Resultado | Visitante  | Estadio              | Fecha         | Hora    |         |         |         |         |         |         |
| --------------- | --------- | ---------- | -------------------- | ------------- | ------- | ------- | ------- | ------- | ------- | ------- | ------- |
| La Unión        | 92 - 90   | Echagüe    | Carlos José Delasoie | 18 de octubre | 21:30   |         |         |         |         |         |         |
| Unión           | 90 - 71   | Sport Club | Ángel Malvicino      | 21 de octubre | 22:00   |         |         |         |         |         |         |
| Libre: Rocamora |           |            |                      |               |         |         |         |         |         |         |         |

| Fecha 2      | Fecha 2   | Fecha 2   | Fecha 2         | Fecha 2       | Fecha 2 | Fecha 2 | Fecha 2 | Fecha 2 | Fecha 2 | Fecha 2 | Fecha 2 |
| Local        | Resultado | Visitante | Estadio         | Fecha         | Hora    |         |         |         |         |         |         |
| ------------ | --------- | --------- | --------------- | ------------- | ------- | ------- | ------- | ------- | ------- | ------- | ------- |
| Sport Club   | 106 - 92  | La Unión  | Florencio Varni | 25 de octubre | 21:30   |         |         |         |         |         |         |
| Echagüe      | 96 - 87   | Rocamora  | Luis Butta      | 28 de octubre | 22:00   |         |         |         |         |         |         |
| Libre: Unión |           |           |                 |               |         |         |         |         |         |         |         |

| Fecha 3        | Fecha 3   | Fecha 3    | Fecha 3                 | Fecha 3       | Fecha 3 | Fecha 3 | Fecha 3 | Fecha 3 | Fecha 3 | Fecha 3 | Fecha 3 |
| Local          | Resultado | Visitante  | Estadio                 | Fecha         | Hora    |         |         |         |         |         |         |
| -------------- | --------- | ---------- | ----------------------- | ------------- | ------- | ------- | ------- | ------- | ------- | ------- | ------- |
| La Unión       | 94 - 93   | Unión      | Carlos José Delasoie    | 30 de octubre | 21:30   |         |         |         |         |         |         |
| Rocamora       | 90 - 83   | Sport Club | Julio César Paccagnella | 30 de octubre | 21:30   |         |         |         |         |         |         |
| Libre: Echagüe |           |            |                         |               |         |         |         |         |         |         |         |

| Fecha 4         | Fecha 4   | Fecha 4   | Fecha 4         | Fecha 4        | Fecha 4 | Fecha 4 | Fecha 4 | Fecha 4 | Fecha 4 | Fecha 4 | Fecha 4 |
| Local           | Resultado | Visitante | Estadio         | Fecha          | Hora    |         |         |         |         |         |         |
| --------------- | --------- | --------- | --------------- | -------------- | ------- | ------- | ------- | ------- | ------- | ------- | ------- |
| Sport Club      | 91 - 63   | Echagüe   | Florencio Varni | 3 de noviembre | 20:00   |         |         |         |         |         |         |
| Unión           | 85 - 77   | Rocamora  | Ángel Malvicino | 3 de noviembre | 20:30   |         |         |         |         |         |         |
| Libre: La Unión |           |           |                 |                |         |         |         |         |         |         |         |

| Fecha 5           | Fecha 5   | Fecha 5   | Fecha 5                 | Fecha 5        | Fecha 5 | Fecha 5 | Fecha 5 | Fecha 5 | Fecha 5 | Fecha 5 | Fecha 5 |
| Local             | Resultado | Visitante | Estadio                 | Fecha          | Hora    |         |         |         |         |         |         |
| ----------------- | --------- | --------- | ----------------------- | -------------- | ------- | ------- | ------- | ------- | ------- | ------- | ------- |
| Echagüe           | 93 - 83   | Unión     | Luis Butta              | 6 de noviembre | 21:00   |         |         |         |         |         |         |
| Rocamora          | 113 - 119 | La Unión  | Julio César Paccagnella | 7 de noviembre | 21:30   |         |         |         |         |         |         |
| Libre: Sport Club |           |           |                         |                |         |         |         |         |         |         |         |

| Fecha 6      | Fecha 6   | Fecha 6    | Fecha 6                 | Fecha 6         | Fecha 6 | Fecha 6 | Fecha 6 | Fecha 6 | Fecha 6 | Fecha 6 | Fecha 6 |
| Local        | Resultado | Visitante  | Estadio                 | Fecha           | Hora    |         |         |         |         |         |         |
| ------------ | --------- | ---------- | ----------------------- | --------------- | ------- | ------- | ------- | ------- | ------- | ------- | ------- |
| Rocamora     | 70 - 78   | Echagüe    | Julio César Paccagnella | 10 de noviembre | 21:00   |         |         |         |         |         |         |
| La Unión     | 82 - 91   | Sport Club | Carlos José Delasoie    | 10 de noviembre | 21:30   |         |         |         |         |         |         |
| Libre: Unión |           |            |                         |                 |         |         |         |         |         |         |         |

| Fecha 7        | Fecha 7   | Fecha 7   | Fecha 7         | Fecha 7         | Fecha 7 | Fecha 7 | Fecha 7 | Fecha 7 | Fecha 7 | Fecha 7 | Fecha 7 |
| Local          | Resultado | Visitante | Estadio         | Fecha           | Hora    |         |         |         |         |         |         |
| -------------- | --------- | --------- | --------------- | --------------- | ------- | ------- | ------- | ------- | ------- | ------- | ------- |
| Unión          | 100 - 90  | La Unión  | Ángel Malvicino | 15 de noviembre | 21:30   |         |         |         |         |         |         |
| Sport Club     | 79 - 68   | Rocamora  | Florencio Varni | 15 de noviembre | 21:30   |         |         |         |         |         |         |
| Libre: Echagüe |           |           |                 |                 |         |         |         |         |         |         |         |

| Fecha 8         | Fecha 8   | Fecha 8    | Fecha 8                 | Fecha 8         | Fecha 8 | Fecha 8 | Fecha 8 | Fecha 8 | Fecha 8 | Fecha 8 | Fecha 8 |
| Local           | Resultado | Visitante  | Estadio                 | Fecha           | Hora    |         |         |         |         |         |         |
| --------------- | --------- | ---------- | ----------------------- | --------------- | ------- | ------- | ------- | ------- | ------- | ------- | ------- |
| Echagüe         | 101 - 88  | Sport Club | Luis Butta              | 22 de noviembre | 21:30   |         |         |         |         |         |         |
| Rocamora        | 90 - 74   | Unión      | Julio César Paccagnella | 22 de noviembre | 21:30   |         |         |         |         |         |         |
| Libre: La Unión |           |            |                         |                 |         |         |         |         |         |         |         |

| Fecha 9           | Fecha 9   | Fecha 9   | Fecha 9              | Fecha 9         | Fecha 9 | Fecha 9 | Fecha 9 | Fecha 9 | Fecha 9 | Fecha 9 | Fecha 9 |
| Local             | Resultado | Visitante | Estadio              | Fecha           | Hora    |         |         |         |         |         |         |
| ----------------- | --------- | --------- | -------------------- | --------------- | ------- | ------- | ------- | ------- | ------- | ------- | ------- |
| La Unión          | 82 - 69   | Rocamora  | Carlos José Delasoie | 27 de noviembre | 21:30   |         |         |         |         |         |         |
| Unión             | 82 - 70   | Echagüe   | Ángel Malvicino      | 27 de noviembre | 21:30   |         |         |         |         |         |         |
| Libre: Sport Club |           |           |                      |                 |         |         |         |         |         |         |         |

| Fecha 10        | Fecha 10  | Fecha 10  | Fecha 10        | Fecha 10       | Fecha 10 | Fecha 10 | Fecha 10 | Fecha 10 | Fecha 10 | Fecha 10 | Fecha 10 |
| Local           | Resultado | Visitante | Estadio         | Fecha          | Hora     |          |          |          |          |          |          |
| --------------- | --------- | --------- | --------------- | -------------- | -------- | -------- | -------- | -------- | -------- | -------- | -------- |
| Echagüe         | 74 - 87   | La Unión  | Luis Butta      | 1 de diciembre | 21:00    |          |          |          |          |          |          |
| Sport Club      | 101 - 86  | Unión     | Florencio Varni | 2 de diciembre | 20:00    |          |          |          |          |          |          |
| Libre: Rocamora |           |           |                 |                |          |          |          |          |          |          |          |

### Grupo 4
| Equipo | Equipo                  | PJ | PG | PP | Pts |
| ------ | ----------------------- | -- | -- | -- | --- |
| 1.°    | Ciclista Juninense      | 8  | 5  | 3  | 13  |
| 2.°    | Monte Hermoso Basket    | 8  | 5  | 3  | 13  |
| 3.°    | San Lorenzo (Chivilcoy) | 8  | 4  | 4  | 12  |
| 4.°    | Huracán (Trelew)        | 8  | 4  | 4  | 12  |
| 5.°    | Ceferino Alianza Viedma | 8  | 2  | 6  | 10  |

| Fecha 1                     | Fecha 1   | Fecha 1                 | Fecha 1               | Fecha 1       | Fecha 1 | Fecha 1 | Fecha 1 | Fecha 1 | Fecha 1 | Fecha 1 | Fecha 1 |
| Local                       | Resultado | Visitante               | Estadio               | Fecha         | Hora    |         |         |         |         |         |         |
| --------------------------- | --------- | ----------------------- | --------------------- | ------------- | ------- | ------- | ------- | ------- | ------- | ------- | ------- |
| San Lorenzo                 | 86 - 90   | Ciclista Juninense      | Oscár y Alfredo Barca | 18 de octubre | 21:30   |         |         |         |         |         |         |
| Huracán                     | 78 - 71   | Ceferino Alianza Viedma | Atilio Oscar Viglione | 18 de octubre | 21:30   |         |         |         |         |         |         |
| Libre: Monte Hermoso Basket |           |                         |                       |               |         |         |         |         |         |         |         |

| Fecha 2                 | Fecha 2   | Fecha 2              | Fecha 2                 | Fecha 2       | Fecha 2 | Fecha 2 | Fecha 2 | Fecha 2 | Fecha 2 | Fecha 2 | Fecha 2 |
| Local                   | Resultado | Visitante            | Estadio                 | Fecha         | Hora    |         |         |         |         |         |         |
| ----------------------- | --------- | -------------------- | ----------------------- | ------------- | ------- | ------- | ------- | ------- | ------- | ------- | ------- |
| Ceferino Alianza Viedma | 81- 82    | Monte Hermoso Basket | Polideportivo Municipal | 25 de octubre | 21:30   |         |         |         |         |         |         |
| Ciclista Juninense      | 92 - 78   | Huracán              | Raúl Chuni Merlo        | 25 de octubre | 21:30   |         |         |         |         |         |         |
| Libre: San Lorenzo      |           |                      |                         |               |         |         |         |         |         |         |         |

| Fecha 3                        | Fecha 3   | Fecha 3            | Fecha 3                         | Fecha 3       | Fecha 3 | Fecha 3 | Fecha 3 | Fecha 3 | Fecha 3 | Fecha 3 | Fecha 3 |
| Local                          | Resultado | Visitante          | Estadio                         | Fecha         | Hora    |         |         |         |         |         |         |
| ------------------------------ | --------- | ------------------ | ------------------------------- | ------------- | ------- | ------- | ------- | ------- | ------- | ------- | ------- |
| Huracán                        | 72 - 63   | San Lorenzo        | Atilio Oscar Viglione           | 30 de octubre | 21:00   |         |         |         |         |         |         |
| Monte Hermoso Basket           | 83 - 78   | Ciclista Juninense | Estadio Polideportivo Municipal | 30 de octubre | 21:00   |         |         |         |         |         |         |
| Libre: Ceferino Alianza Viedma |           |                    |                                 |               |         |         |         |         |         |         |         |

| Fecha 4            | Fecha 4   | Fecha 4                 | Fecha 4               | Fecha 4        | Fecha 4 | Fecha 4 | Fecha 4 | Fecha 4 | Fecha 4 | Fecha 4 | Fecha 4 |
| Local              | Resultado | Visitante               | Estadio               | Fecha          | Hora    |         |         |         |         |         |         |
| ------------------ | --------- | ----------------------- | --------------------- | -------------- | ------- | ------- | ------- | ------- | ------- | ------- | ------- |
| Ciclista Juninense | 83 - 62   | Ceferino Alianza Viedma | Raúl Chuni Merlo      | 3 de noviembre | 21:30   |         |         |         |         |         |         |
| San Lorenzo        | 94 - 81   | Monte Hermoso Basket    | Oscár y Alfredo Barca | 3 de noviembre | 21:30   |         |         |         |         |         |         |
| Libre: Huracán     |           |                         |                       |                |         |         |         |         |         |         |         |

| Fecha 5                   | Fecha 5   | Fecha 5     | Fecha 5                         | Fecha 5        | Fecha 5 | Fecha 5 | Fecha 5 | Fecha 5 | Fecha 5 | Fecha 5 | Fecha 5 |
| Local                     | Resultado | Visitante   | Estadio                         | Fecha          | Hora    |         |         |         |         |         |         |
| ------------------------- | --------- | ----------- | ------------------------------- | -------------- | ------- | ------- | ------- | ------- | ------- | ------- | ------- |
| Monte Hermoso Basket      | 74 - 67   | Huracán     | Estadio Polideportivo Municipal | 6 de noviembre | 21:00   |         |         |         |         |         |         |
| Ceferino Alianza Viedma   | 81 - 85   | San Lorenzo | Polideportivo Municipal         | 6 de noviembre | 21:30   |         |         |         |         |         |         |
| Libre: Ciclista Juninense |           |             |                                 |                |         |         |         |         |         |         |         |

| Fecha 6              | Fecha 6   | Fecha 6                 | Fecha 6                         | Fecha 6         | Fecha 6 | Fecha 6 | Fecha 6 | Fecha 6 | Fecha 6 | Fecha 6 | Fecha 6 |
| Local                | Resultado | Visitante               | Estadio                         | Fecha           | Hora    |         |         |         |         |         |         |
| -------------------- | --------- | ----------------------- | ------------------------------- | --------------- | ------- | ------- | ------- | ------- | ------- | ------- | ------- |
| Huracán              | 79 - 66   | Ciclista Juninense      | Atilio Oscar Viglione           | 10 de noviembre | 21:00   |         |         |         |         |         |         |
| Monte Hermoso Basket | 77 - 72   | Ceferino Alianza Viedma | Estadio Polideportivo Municipal | 12 de noviembre | 21:00   |         |         |         |         |         |         |
| Libre: San Lorenzo   |           |                         |                                 |                 |         |         |         |         |         |         |         |

| Fecha 7                        | Fecha 7   | Fecha 7              | Fecha 7               | Fecha 7         | Fecha 7 | Fecha 7 | Fecha 7 | Fecha 7 | Fecha 7 | Fecha 7 | Fecha 7 |
| Local                          | Resultado | Visitante            | Estadio               | Fecha           | Hora    |         |         |         |         |         |         |
| ------------------------------ | --------- | -------------------- | --------------------- | --------------- | ------- | ------- | ------- | ------- | ------- | ------- | ------- |
| San Lorenzo                    | 88 - 63   | Huracán              | Oscár y Alfredo Barca | 15 de noviembre | 21:30   |         |         |         |         |         |         |
| Ciclista Juninense             | 88 - 77   | Monte Hermoso Basket | Raúl Chuni Merlo      | 17 de noviembre | 21:30   |         |         |         |         |         |         |
| Libre: Ceferino Alianza Viedma |           |                      |                       |                 |         |         |         |         |         |         |         |

| Fecha 8                 | Fecha 8   | Fecha 8            | Fecha 8                         | Fecha 8         | Fecha 8 | Fecha 8 | Fecha 8 | Fecha 8 | Fecha 8 | Fecha 8 | Fecha 8 |
| Local                   | Resultado | Visitante          | Estadio                         | Fecha           | Hora    |         |         |         |         |         |         |
| ----------------------- | --------- | ------------------ | ------------------------------- | --------------- | ------- | ------- | ------- | ------- | ------- | ------- | ------- |
| Monte Hermoso Basket    | 90 - 75   | San Lorenzo        | Estadio Polideportivo Municipal | 21 de noviembre | 21:00   |         |         |         |         |         |         |
| Ceferino Alianza Viedma | 76 - 64   | Ciclista Juninense | Polideportivo Municipal         | 22 de noviembre | 21:30   |         |         |         |         |         |         |
| Libre: Huracán          |           |                    |                                 |                 |         |         |         |         |         |         |         |

| Fecha 9                   | Fecha 9   | Fecha 9                 | Fecha 9               | Fecha 9         | Fecha 9 | Fecha 9 | Fecha 9 | Fecha 9 | Fecha 9 | Fecha 9 | Fecha 9 |
| Local                     | Resultado | Visitante               | Estadio               | Fecha           | Hora    |         |         |         |         |         |         |
| ------------------------- | --------- | ----------------------- | --------------------- | --------------- | ------- | ------- | ------- | ------- | ------- | ------- | ------- |
| Huracán                   | 75 - 69   | Monte Hermoso Basket    | Atilio Oscar Viglione | 27 de noviembre | 21:00   |         |         |         |         |         |         |
| San Lorenzo               | 88 - 60   | Ceferino Alianza Viedma | Oscár y Alfredo Barca | 27 de noviembre | 21:30   |         |         |         |         |         |         |
| Libre: Ciclista Juninense |           |                         |                       |                 |         |         |         |         |         |         |         |

| Fecha 10                    | Fecha 10  | Fecha 10    | Fecha 10                | Fecha 10       | Fecha 10 | Fecha 10 | Fecha 10 | Fecha 10 | Fecha 10 | Fecha 10 | Fecha 10 |
| Local                       | Resultado | Visitante   | Estadio                 | Fecha          | Hora     |          |          |          |          |          |          |
| --------------------------- | --------- | ----------- | ----------------------- | -------------- | -------- | -------- | -------- | -------- | -------- | -------- | -------- |
| Ceferino Alianza Viedma     | 78 - 70   | Huracán     | Polideportivo Municipal | 1 de diciembre | 21:00    |          |          |          |          |          |          |
| Ciclista Juninense          | 90 - 82   | San Lorenzo | Raúl Chuni Merlo        | 1 de diciembre | 21:30    |          |          |          |          |          |          |
| Libre: Monte Hermoso Basket |           |             |                         |                |          |          |          |          |          |          |          |

## Segunda fase

### Zona norte
| Equipo | Equipo                     | A   | PJ | PG | PP | Pts  |
| ------ | -------------------------- | --- | -- | -- | -- | ---- |
| 1.°    | San Isidro (San Francisco) | 6.0 | 18 | 13 | 5  | 37.0 |
| 2.°    | San Martín (Corrientes)    | 5.5 | 18 | 12 | 6  | 35.5 |
| 3.°    | Echagüe (Paraná)           | 6.0 | 18 | 11 | 7  | 35.0 |
| 4.°    | Alvear (Villa Ángela)      | 6.0 | 18 | 10 | 8  | 34.0 |
| 5.°    | Barrio Parque              | 6.5 | 18 | 9  | 9  | 33.5 |
| 6.°    | Instituto                  | 6.0 | 18 | 9  | 9  | 33.0 |
| 7.°    | Unión (Santa Fe)           | 6.0 | 18 | 8  | 10 | 32.0 |
| 8.°    | Oberá Tenis Club           | 7.0 | 18 | 6  | 12 | 31.0 |
| 9.°    | Unión Progresista          | 6.0 | 18 | 6  | 12 | 30.0 |
| 10.°   | Sarmiento (Resistencia)    | 5.5 | 18 | 6  | 12 | 29.5 |

|  | Clasificado a la Ronda campeonato. |
|  | Descendido.                        |

| San Martín    | 62 - 72 | Echagüe           | El Gigante Rojinegro | 6 de diciembre | 21:30 |
| Barrio Parque | 65 - 92 | San Isidro (SF)   | Teatro del Parque    | 6 de diciembre | 21:30 |
| Sarmiento     | 77 - 66 | Instituto         | Alejo Gronda         | 6 de diciembre | 21:30 |
| Unión         | 89 - 76 | Oberá             | Ángel Malvicino      | 6 de diciembre | 21:30 |
| Alvear        | 77 - 89 | Unión Progresista | Club Atlético Alvear | 6 de diciembre | 22:00 |

| Unión             | 94 - 85  | San Martín    | Ángel Malvicino        | 13 de diciembre | 21:30 |
| Oberá             | 80 - 66  | Sarmiento     | Oberá Tenis Club       | 13 de diciembre | 21:30 |
| Instituto         | 82 - 62  | Alvear        | Gimnasio Ángel Sandrín | 13 de diciembre | 21:30 |
| San Isidro (SF)   | 106 - 98 | Echagüe       | Severo Robledo         | 13 de diciembre | 21:30 |
| Unión Progresista | 74 - 61  | Barrio Parque | Club Unión Progresista | 13 de diciembre | 22:00 |

| Echagüe       | 101 - 75 | Unión Progresista | Luis Butta           | 17 de diciembre | 21:00 |
| Barrio Parque | 82 - 70  | Instituto         | Teatro del Parque    | 17 de diciembre | 21:00 |
| San Martín    | 67 - 69  | San Isidro (SF)   | El Gigante Rojinegro | 17 de diciembre | 21:30 |
| Sarmiento     | 81 - 68  | Unión             | Alejo Gronda         | 17 de diciembre | 21:30 |
| Alvear        | 87 - 75  | Oberá             | Club Atlético Alvear | 17 de diciembre | 22:00 |

| Sarmiento         | 65 - 75 | San Martín      | Alejo Gronda           | 8 de enero | 21:30 |
| Unión             | 67 - 81 | Alvear          | Ángel Malvicino        | 8 de enero | 21:30 |
| Oberá             | 61 - 69 | Barrio Parque   | Oberá Tenis Club       | 8 de enero | 21:30 |
| Instituto         | 67 - 74 | Echagüe         | Gimnasio Ángel Sandrín | 8 de enero | 21:30 |
| Unión Progresista | 88 - 98 | San Isidro (SF) | Club Unión Progresista | 8 de enero | 22:00 |

| San Isidro (SF) | 85 - 73 | Instituto         | Severo Robledo       | 12 de enero | 20:00 |
| Echagüe         | 76 - 71 | Oberá             | Luis Butta           | 12 de enero | 21:00 |
| Barrio Parque   | 87 - 83 | Unión             | Teatro del Parque    | 12 de enero | 21:00 |
| San Martín      | 87 - 74 | Unión Progresista | El Gigante Rojinegro | 12 de enero | 21:30 |
| Alvear          | 83 - 76 | Sarmiento         | Club Atlético Alvear | 12 de enero | 22:00 |

| Sarmiento | 73 - 85  | Barrio Parque     | Alejo Gronda           | 17 de enero | 21:30 |
| Unión     | 72 - 71  | Echagüe           | Ángel Malvicino        | 17 de enero | 21:30 |
| Oberá     | 68 - 72  | San Isidro (SF)   | Oberá Tenis Club       | 17 de enero | 21:30 |
| Instituto | 105 - 86 | Unión Progresista | Gimnasio Ángel Sandrín | 17 de enero | 21:30 |
| Alvear    | 65 - 72  | San Martín        | Club Atlético Alvear   | 17 de enero | 22:00 |

| San Martín        | 87 - 71  | Instituto | El Gigante Rojinegro   | 24 de enero | 21:30 |
| San Isidro (SF)   | 92 - 101 | Unión     | Severo Robledo         | 24 de enero | 21:30 |
| Barrio Parque     | 90 - 84  | Alvear    | Teatro del Parque      | 24 de enero | 21:30 |
| Unión Progresista | 90 - 98  | Oberá     | Club Unión Progresista | 24 de enero | 22:00 |
| Echagüe           | 80 - 75  | Sarmiento | Luis Butta             | 27 de enero | 22:00 |

| Oberá         | 88 - 82 | Instituto         | Oberá Tenis Club     | 31 de enero | 21:30 |
| Barrio Parque | 84 - 75 | San Martín        | Teatro del Parque    | 31 de enero | 21:30 |
| Sarmiento     | 98 - 74 | San Isidro (SF)   | Alejo Gronda         | 31 de enero | 21:30 |
| Unión         | 83 - 77 | Unión Progresista | Angel Malvicino      | 31 de enero | 21:30 |
| Alvear        | 89 - 76 | Echagüe           | Club Atlético Alvear | 31 de enero | 22:00 |

| San Martín        | 83 - 80 | Oberá         | El Gigante Rojinegro   | 3 de febrero | 22:00 |
| Echagüe           | 98 - 72 | Barrio Parque | Luis Butta             | 5 de febrero | 21:00 |
| Instituto         | 90 - 82 | Unión         | Gimnasio Ángel Sandrín | 5 de febrero | 21:30 |
| San Isidro (SF)   | 74 - 81 | Alvear        | Severo Robledo         | 5 de febrero | 21:30 |
| Unión Progresista | 78 - 84 | Sarmiento     | Club Unión Progresista | 5 de febrero | 22:00 |

| San Isidro (SF)   | 84 - 78  | Barrio Parque | Severo Robledo         | 9 de febrero  | 20:00 |
| Echagüe           | 81 - 87  | San Martín    | Luis Butta             | 9 de febrero  | 21:00 |
| Instituto         | 101 - 91 | Sarmiento     | Gimnasio Ángel Sandrín | 9 de febrero  | 21:30 |
| Oberá             | 76 - 86  | Unión         | Oberá Tenis Club       | 9 de febrero  | 21:30 |
| Unión Progresista | 76 - 75  | Alvear        | Club Unión Progresista | 11 de febrero | 22:00 |

| San Martín    | 96 - 81 | Unión             | El Gigante Rojinegro | 14 de febrero | 21:30 |
| Sarmiento     | 81 - 85 | Oberá             | Alejo Gronda         | 14 de febrero | 21:30 |
| Barrio Parque | 85 - 83 | Unión Progresista | Teatro del Parque    | 14 de febrero | 21:30 |
| Echagüe       | 88 -91  | San Isidro (SF)   | Luis Butta           | 14 de febrero | 21:30 |
| Alvear        | 71 - 59 | Instituto         | Club Atlético Alvear | 16 de febrero | 22:00 |

| San Isidro (SF)   | 77 - 66 | San Martín    | Severo Robledo         | 21 de febrero | 21:30 |
| Instituto         | 81 - 75 | Barrio Parque | Ángel Sandrín          | 21 de febrero | 21:30 |
| Oberá             | 82 - 95 | Alvear        | Oberá Tenis Club       | 21 de febrero | 21:30 |
| Unión             | 89 - 72 | Sarmiento     | Ángel Malvicino        | 21 de febrero | 21:30 |
| Unión Progresista | 85 - 80 | Echagüe       | Club Unión progresista | 21 de febrero | 22:00 |

| San Isidro (SF) | 97 - 66 | Unión Progresista | Severo Robledo       | 24 de febrero | 22:00 |
| Barrio Parque   | 80 - 72 | Oberá Tenis Club  | Teatro del Parque    | 26 de febrero | 21:00 |
| Echagüe         | 95 - 84 | Instituto         | Luis Butta           | 26 de febrero | 21:00 |
| San Martín      | 91 - 84 | Sarmiento         | El Gigante Rojinegro | 26 de febrero | 21:30 |
| Alvear          | 95 - 76 | Unión             | Club Atlético Alvear | 26 de febrero | 22:00 |

| Instituto         | 96 - 81 | San Isidro (SF) | Ángel Sandrín          | 2 de marzo | 21:30 |
| Oberá             | 94 - 76 | Echagüe         | Oberá Tenis Club       | 2 de marzo | 21:30 |
| Sarmiento         | 99 - 91 | Alvear          | Alejo Gronda           | 2 de marzo | 21:30 |
| Unión Progresista | 80 - 92 | San Martín      | Club Unión Progresista | 2 de marzo | 22:00 |
| Unión             | 76 - 73 | Barrio Parque   | Ángel Malvicino        | 3 de marzo | 20:30 |

| San Martín        | 67 - 69  | Alvear    | El Gigante Rojinegro   | 7 de marzo | 21:30 |
| Barrio Parque     | 81 - 76  | Sarmiento | El Teatro del Parque   | 7 de marzo | 21:30 |
| Echagüe           | 82 - 66  | Unión     | Luis Butta             | 7 de marzo | 21:30 |
| San Isidro (SF)   | 100 - 75 | Oberá     | Severo Robledo         | 7 de marzo | 21:30 |
| Unión Progresista | 62 - 72  | Instituto | Club Unión Progresista | 7 de marzo | 22:00 |

| Instituto | 70 - 77 | San Martín        | Ángel Sandrín        | 14 de marzo | 21:30 |
| Oberá     | 80 - 79 | Unión Progresista | Oberá Tenis Club     | 14 de marzo | 21:30 |
| Unión     | 94 - 95 | San Isidro (SF)   | Ángel Malvicino      | 14 de marzo | 21:30 |
| Sarmiento | 87 - 96 | Echagüe           | Alejo Gronda         | 14 de marzo | 21:30 |
| Alvear    | 91 - 89 | Barrio Parque     | Club Atlético Alvear | 14 de marzo | 22:00 |

| San Martín        | 82 - 77 | Barrio Parque | El Gigante Rojinegro   | 19 de marzo | 21:30 |
| San Isidro (SF)   | 81 - 92 | Sarmiento     | Severo Robledo         | 19 de marzo | 21:30 |
| Unión Progresista | 85 - 68 | Unión         | Club Unión Progresista | 19 de marzo | 22:00 |
| Echagüe           | 81 - 80 | Alvear        | Luis Butta             | 20 de marzo | 21:00 |
| Instituto         | 82 - 73 | Oberá         | Ángel Sandrín          | 20 de marzo | 21:30 |

| Oberá         | 60 - 73  | San martín        | Oberá Tenis Club     | 23 de marzo | 21:30 |
| Unión         | 98 - 102 | San Martín        | Ángel Malvicino      | 23 de marzo | 21:30 |
| Sarmiento     | 77 - 92  | Unión Progresista | Alejo Gronda         | 23 de marzo | 21:30 |
| Alvear        | 91 - 99  | San Isidro (SF)   | Club Atlético Alvear | 23 de marzo | 21:30 |
| Barrio Parque | 77 - 81  | Echagüe           | El Teatro del Parque | 23 de marzo | 21:30 |

### Zona sur
| Equipo | Equipo                  | A   | PJ | PG | PP | Pts  |
| ------ | ----------------------- | --- | -- | -- | -- | ---- |
| 1.°    | Ciclista Juninense      | 6.5 | 18 | 13 | 5  | 37.5 |
| 2.°    | Huracán (Trelew)        | 6.0 | 18 | 12 | 6  | 36.0 |
| 3.°    | Sport Club Cañadense    | 6.5 | 18 | 9  | 9  | 33.5 |
| 4.°    | Banda Norte             | 6.5 | 18 | 9  | 9  | 33.5 |
| 5.°    | Ceferino Alianza Viedma | 5.0 | 18 | 10 | 8  | 33.0 |
| 6.°    | Monte Hermoso Basket    | 6.5 | 18 | 8  | 10 | 32.5 |
| 7.°    | La Unión (Colón)        | 6.5 | 18 | 8  | 10 | 32.5 |
| 8.°    | Tomás de Rocamora       | 5.0 | 18 | 9  | 9  | 32.0 |
| 9.°    | 9 de Julio (RT)         | 5.0 | 18 | 9  | 9  | 32.0 |
| 10.°   | San Lorenzo (Chivilcoy) | 6.0 | 18 | 3  | 15 | 27.0 |

|  | Clasificado a la Ronda campeonato. |
|  | Descendido.                        |

Tomás de Rocamora avanza de fase ya que en la sumatoria de enfrentamientos contra 9 de Julio, Rocamora suma 165 puntos y 9 de Julio 163.
| Monte Hermoso Basket | 83 - 69 | Banda Norte             | Polideportivo Municipal | 6 de diciembre  | 21:30 |
| Huracán              | 87 - 74 | Sport Club              | Atilio Oscar Viglione   | 6 de diciembre  | 22:00 |
| Rocamora             | 85 - 78 | La Unión                | Julio César Paccagnella | 6 de diciembre  | 22:00 |
| Ciclista Juninense   | 97 - 69 | Ceferino Alianza Viedma | Raúl Chuni Merlo        | 9 de diciembre  | 22:00 |
| San Lorenzo          | 80 - 88 | 9 de Julio (RT)         | Oscar y Alfredo Barca   | 20 de diciembre | 21:30 |

| Rocamora                | 80 - 83 | San Lorenzo          | Julio César Paccagnella | 13 de diciembre | 21:30 |
| La Unión                | 75 - 86 | Huracán              | Carlos José Delasoie    | 13 de diciembre | 21:30 |
| Sport Club              | 72 - 61 | Monte Hermoso Basket | Florencio Varni         | 13 de diciembre | 21:30 |
| Banda Norte             | 82 - 72 | Ciclista Juninense   | Banda Norte             | 13 de diciembre | 21:30 |
| Ceferino Alianza Viedma | 89 - 77 | 9 de Julio (RT)      | Polideportivo Municipal | 13 de diciembre | 21:30 |

| San Lorenzo          | 91 - 94  | Ceferino Alianza Viedma | Oscar y Alfredo Barca   | 16 de diciembre | 22:00 |
| Huracán              | 71 - 65  | Rocamora                | Oscar Atilio Viglione   | 17 de diciembre | 21:00 |
| Ciclista Juninense   | 118 - 91 | Sport Club              | Raúl Chuni Melo         | 17 de diciembre | 21:30 |
| Monte Hermoso Basket | 87 - 80  | La Unión                | Polideportivo Municipal | 17 de diciembre | 21:30 |
| 9 de Julio (RT)      | 95 - 92  | Banda Norte             | José Albert             | 17 de diciembre | 22:00 |

| Huracán     | 87 - 66   | San Lorenzo             | Oscár Atilio Viglione   | 8 de enero | 21:00 |
| Banda Norte | 86 - 78   | Ceferino Alianza Viedma | Banda Norte             | 8 de enero | 21:00 |
| Rocamora    | 85 - 66   | Monte Hermoso Basket    | Julio César Paccagnella | 8 de enero | 21:30 |
| La Unión    | 102 - 110 | Ciclista Juninense      | Carlos José Delasoie    | 8 de enero | 21:30 |
| Sport Club  | 78 - 73   | 9 de Julio (RT)         | Florencio Varni         | 8 de enero | 21:30 |

| Ceferino Alianza Viedma | 80 - 79 | Sport Club  | Ángel Cayetano Arias    | 12 de enero | 21:00 |
| San Lorenzo             | 92 - 70 | Banda Norte | Oscar y Alfredo Barca   | 12 de enero | 21:30 |
| Ciclista Juninense      | 87 - 84 | Rocamora    | Raúl Chuni Merlo        | 12 de enero | 21:30 |
| Monte Hermoso Basket    | 74 - 79 | Huracán     | Polideportivo Municipal | 12 de enero | 21:45 |
| 9 de Julio (RT)         | 95 - 80 | La Unión    | José Albert             | 12 de enero | 22:00 |

| Huracán              | 76 - 72 | Ciclista Juninense      | Atilio Oscar Viglione   | 17 de enero | 21:30 |
| Rocamora             | 99 - 73 | 9 de Julio (RT)         | Julio César Paccagnella | 17 de enero | 21:30 |
| La Unión             | 89 - 76 | Ceferino Alianza Viedma | Carlos José Delasoie    | 17 de enero | 21:30 |
| Sport Club           | 83 - 77 | Banda Norte             | Florencio Varni         | 17 de enero | 21:30 |
| Monte Hermoso Basket | 94 - 91 | San Lorenzo             | Polideportivo Municipal | 17 de enero | 21:45 |

| San Lorenzo             | 80 - 94 | Sport Club           | Oscar y Alfredo Barca | 24 de enero | 21:30 |
| Banda Norte             | 73 - 77 | La Unión             | Banda Norte           | 24 de enero | 21:30 |
| Ceferino Alianza Viedma | 80 - 71 | Rocamora             | Ángel Cayetano Arias  | 24 de enero | 21:30 |
| Ciclista Juninense      | 78 - 70 | Monte Hermoso Basket | Raúl Chuni Merlo      | 24 de enero | 21:30 |
| 9 de Julio (RT)         | 89 - 79 | Huracán              | José Albert           | 26 de enero | 22:00 |

| Monte Hermoso Basket | 87 - 79  | 9 de Julio (RT)         | Polideportivo Municipal | 29 de enero | 21:45 |
| Ciclista Juninense   | 100 - 95 | San Lorenzo             | Raúl Chuni Merlo        | 31 de enero | 21:30 |
| Huracán              | 83 - 73  | Ceferino Alianza Viedma | Oscár Atilio Viglione   | 31 de enero | 21:30 |
| Rocamora             | 71 - 65  | Banda Norte             | Julio César Paccagnella | 31 de enero | 21:30 |
| La Unión             | 101 - 94 | Sport Club              | Carlos José Delasoie    | 31 de enero | 21:30 |

| San Lorenzo             | 87 - 92  | La Unión             | Oscar y Alfredo Barca | 5 de febrero | 21:30 |
| Sport Club              | 72 - 74  | Rocamora             | Florencio Varni       | 5 de febrero | 21:30 |
| Banda Norte             | 64 - 60  | Huracán              | Banda Norte           | 5 de febrero | 21:30 |
| Ceferino Alianza Viedma | 62 - 66  | Monte Hermoso Basket | Ángel Cayetano Arias  | 5 de febrero | 21:30 |
| 9 de Julio (RT)         | 107 - 99 | Ciclista Juninense   | Jose Albert           | 5 de febrero | 22:00 |

| Sport Club              | 78 - 75 | Huracán              | Florencio Varni      | 9 de febrero | 20:00 |
| Ceferino Alianza Viedma | 90 - 79 | Ciclista Juninense   | Ángel Cayetano Arias | 9 de febrero | 21:00 |
| Banda Norte             | 59 - 85 | Monte Hermoso Basket | Banda Norte          | 9 de febrero | 21:00 |
| La Unión                | 92 - 82 | Rocamora             | Carlos José Delasoie | 9 de febrero | 21:30 |
| 9 de Julio (RT)         | 85 - 77 | San Lorenzo          | José Albert          | 9 de febrero | 22:00 |

| San Lorenzo          | 83 - 84 | Rocamora                | Oscar y Alfredo Barca   | 14 de febrero | 21:30 |
| Huracán              | 86 - 80 | La Unión                | Oscar Atilio Viglione   | 14 de febrero | 21:30 |
| Ciclista Juninense   | 56 - 70 | Banda Norte             | Raúl Chuni Merlo        | 14 de febrero | 21:30 |
| 9 de Julio (RT)      | 69 - 74 | Ceferino Alianza Viedma | José Albert             | 16 de febrero | 22:00 |
| Monte Hermoso Basket | 89 - 96 | Sport Club              | Polideportivo Municipal | 17 de febrero | 22:00 |

| Ceferino Alianz Viedma | 87 - 59 | San Lorenzo          | Ángel Cayetano Arias    | 21 de febrero | 21:30 |
| Banda Norte            | 74 - 73 | 9 de Julio (RT)      | Banda Norte             | 21 de febrero | 21:30 |
| Sport Club             | 71 - 77 | Ciclista Juninense   | Florencio Varni         | 21 de febrero | 21:30 |
| La Unión               | 90 - 86 | Monte Hermoso Basket | Carlos José Delasoie    | 21 de febrero | 21:30 |
| Rocamora               | 66 - 89 | Huracán              | Julio César Paccagnella | 21 de febrero | 21:30 |

| San Lorenzo             | 87 - 84  | Huracán     | Oscar y Alfredo Barca   | 26 de febrero | 21:30 |
| Ciclista Juninense      | 116 - 88 | La Unión    | Raúl CHuni Merlo        | 26 de febrero | 21:30 |
| Ceferino Alianza Viedma | 72 - 87  | Banda Norte | Ángel Cayetano Arias    | 26 de febrero | 21:30 |
| Monte Hermoso Basket    | 83 - 85  | Rocamora    | Polideportivo Municipal | 26 de febrero | 21:45 |
| 9 de Julio (RT)         | 89 - 72  | Sport Club  | José Albert             | 26 de febrero | 22:00 |

| Sport Club  | 96 - 87  | Ceferino Alianza Viedma | Florencio Varni         | 2 de marzo | 20:00 |
| Huracán     | 71 - 61  | Monte Hermos Básquet    | Atilio Oscar Viglione   | 2 de marzo | 21:00 |
| Rocamora    | 79 - 82  | Ciclista Juninense      | Julio César Paccagnella | 2 de marzo | 21:00 |
| Banda Norte | 102 - 95 | San Lorenzo             | Banda Norte             | 2 de marzo | 21:30 |
| La Unión    | 90 - 100 | 9 de Julio (RT)         | Carlos José Delasoie    | 2 de marzo | 21:30 |

| San Lorenzo             | 71 - 85 | Monte Hermoso Basket | Oscar y Alfredo Barca | 7 de marzo | 21:30 |
| Ciclista Juninense      | 91 - 74 | Huracán              | Raúl Chuni Merlo      | 7 de marzo | 21:30 |
| Ceferino Alianza Viedma | 90 - 79 | La Unión             | Ángel Cayetano Arias  | 7 de marzo | 21:30 |
| Banda Norte             | 81 - 75 | Sport Club           | Banda Norte           | 7 de marzo | 21:30 |
| 9 de Julio (RT)         | 90 - 66 | Rocamora             | Jose Albert           | 9 de marzo | 22:00 |

| Monte Hermoso Basket | 94 - 101 | Ciclista Juninense      | Polideportivo Municipal | 14 de marzo | 21:00 |
| Sport Club           | 93 - 75  | San Lorenzo             | Florencio Varni         | 14 de marzo | 21:30 |
| La Unión             | 93 - 80  | Banda Norte             | Carlos José Delasoie    | 14 de marzo | 21:30 |
| Rocamora             | 101 - 90 | Ceferino Alianza Viedma | Julio César Paccagnella | 14 de marzo | 21:30 |
| Huracán              | 87 - 78  | 9 de Julio (RT)         | Atilio Oscar Viglione   | 14 de marzo | 21:30 |

| Sport Club              | 90 - 86  | La Unión             | Florencio Varni       | 17 de marzo | 22:00 |
| San Lorenzo             | 98 - 113 | Ciclista Juninense   | Oscar y Alfredo Barca | 19 de marzo | 21:30 |
| Ceferino Alianza Viedma | 86 - 76  | Huracán              | Ángel Cayetano Arias  | 19 de marzo | 21:30 |
| Banda Norte             | 77 - 66  | Rocamora             | Banda Norte           | 19 de marzo | 21:30 |
| 9 de Julio (RT)         | 74 - 75  | Monte Hermoso Basket | José Albert           | 19 de marzo | 22:00 |

| La Unión             | 91 - 89   | San Lorenzo             | Carlos José Delasoie    | 23 de marzo | 21:30 |
| Rocamora             | 79 - 67   | Sport Club              | Julio César Paccagnella | 23 de marzo | 21:30 |
| Huracán              | 67 - 56   | Banda Norte             | Oscar Atilio Viglione   | 23 de marzo | 21:30 |
| Monte Hermoso Basket | 72 - 82   | Ceferino Alianza Viedma | Polideportivo Municipal | 23 de marzo | 21:30 |
| Ciclista Juninense   | 107 - 105 | 9 de Julio (RT)         | Raúl Chuni Merlo        | 23 de marzo | 21:30 |

## Tercera fase - Playoffs
| Equipo | Equipo          | Partidos | Partidos | Partidos | Partidos | Partidos | Serie |
| ------ | --------------- | -------- | -------- | -------- | -------- | -------- | ----- |
| 1N     | San Isidro (SF) | 74       | 84       | 84       |          |          | 3     |
| 8S     | Rocamora        | 64       | 74       | 82       |          |          | 0     |

| Equipo | Equipo        | Partidos | Partidos | Partidos | Partidos | Partidos | Serie |
| ------ | ------------- | -------- | -------- | -------- | -------- | -------- | ----- |
| 4S     | Banda Norte   | 75       | 71       | 86       | 73       | 88       | 3     |
| 5N     | Barrio Parque | 76       | 62       | 73       | 78       | 73       | 2     |

| Equipo | Equipo           | Partidos | Partidos | Partidos | Partidos | Partidos | Serie |
| ------ | ---------------- | -------- | -------- | -------- | -------- | -------- | ----- |
| 2S     | Huracán (Trelew) | 56       | 77       | 68       | 63       | 82       | 2     |
| 7N     | Unión (Santa Fe) | 64       | 64       | 72       | 61       | 88       | 3     |

| Equipo | Equipo        | Partidos | Partidos | Partidos | Partidos | Partidos | Serie |
| ------ | ------------- | -------- | -------- | -------- | -------- | -------- | ----- |
| 3N     | Echagüe       | 75       | 81       | 86       | 76       | 81       | 3     |
| 6S     | Monte Hermoso | 82       | 69       | 92       | 73       | 75       | 2     |

| Equipo | Equipo           | Partidos | Partidos | Partidos | Partidos | Partidos | Serie |
| ------ | ---------------- | -------- | -------- | -------- | -------- | -------- | ----- |
| 1S     | Ciclista (J)     | 78       | 98       | 118      |          |          | 3     |
| 8N     | Oberá Tenis Club | 68       | 87       | 84       |          |          | 0     |

| Equipo | Equipo           | Partidos | Partidos | Partidos | Partidos | Partidos | Serie |
| ------ | ---------------- | -------- | -------- | -------- | -------- | -------- | ----- |
| 4N     | Alvear           | 97       | 82       | 98       |          |          | 3     |
| 5S     | Ceferino Alianza | 91       | 77       | 87       |          |          | 0     |

| Equipo | Equipo         | Partidos | Partidos | Partidos | Partidos | Partidos | Serie |
| ------ | -------------- | -------- | -------- | -------- | -------- | -------- | ----- |
| 2N     | San Martín (C) | 95       | 73       | 87       | 83       |          | 3     |
| 7N     | La Unión       | 67       | 72       | 103      | 65       |          | 1     |

| Equipo | Equipo     | Partidos | Partidos | Partidos | Partidos | Partidos | Serie |
| ------ | ---------- | -------- | -------- | -------- | -------- | -------- | ----- |
| 3S     | Sport Club | 67       | 65       | 64       | 55       |          | 1     |
| 6N     | Instituto  | 63       | 77       | 74       | 76       |          | 3     |

|  | Cuartos de final | Cuartos de final | Cuartos de final | Cuartos de final | Cuartos de final | Cuartos de final | Cuartos de final |    |                | Semifinales  | Semifinales | Semifinales | Semifinales | Semifinales | Semifinales | Semifinales |    |              | Final | Final | Final | Final | Final | Final | Final |  |
|  |                  |                  |                  |                  |                  |                  |                  |    |                |              |             |             |             |             |             |             |    |              |       |       |       |       |       |       |       |  |
|  |                  |                  |                  |                  |                  |                  |                  |    |                |              |             |             |             |             |             |             |    |              |       |       |       |       |       |       |       |  |
|  | 1B               | Ciclista (J)     | 92               | 109              | 107              | 85               | 88               |    |                |              |             |             |             |             |             |             |    |              |       |       |       |       |       |       |       |  |
|  | 1B               | Ciclista (J)     | 92               | 109              | 107              | 85               | 88               |    |                |              |             |             |             |             |             |             |    |              |       |       |       |       |       |       |       |  |
|  | 4A               | Unión (SF)       | 93               | 86               | 88               | 99               | 68               |    |                |              |             |             |             |             |             |             |    |              |       |       |       |       |       |       |       |  |
|  | 4A               | Unión (SF)       | 93               | 86               | 88               | 99               | 68               |    | 1B             | Ciclista (J) | 89          | 96          | 97          |             |             |             |    |              |       |       |       |       |       |       |       |  |
|  |                  |                  |                  |                  |                  |                  |                  |    | 1B             | Ciclista (J) | 89          | 96          | 97          |             |             |             |    |              |       |       |       |       |       |       |       |  |
|  |                  |                  | 3B               | Alvear           | 85               | 78               | 89               |    |                |              |             |             |             |             |             |             |    |              |       |       |       |       |       |       |       |  |
|  | 2A               | Echagüe          | 3B               | Alvear           | 85               | 78               | 89               | 91 | 85             | 72           | 76          |             |             |             |             |             |    |              |       |       |       |       |       |       |       |  |
|  | 2A               | Echagüe          |                  |                  |                  |                  |                  |    |                |              |             |             |             |             |             |             |    |              |       |       |       |       |       |       |       |  |
|  | 3B               | Alvear           | 76               | 90               | 79               | 80               |                  |    |                |              |             |             |             |             |             |             |    |              |       |       |       |       |       |       |       |  |
|  | 3B               | Alvear           | 76               | 90               | 79               | 80               |                  |    |                |              |             |             |             |             |             |             | 1B | Ciclista (J) | 89    | 104   | 65    |       |       |       |       |  |
|  |                  |                  |                  |                  |                  |                  |                  |    |                |              |             |             |             |             |             |             | 1B | Ciclista (J) | 89    | 104   | 65    |       |       |       |       |  |
|  |                  |                  | 4B               | Instituto        | 58               | 100              | 62               |    |                |              |             |             |             |             |             |             |    |              |       |       |       |       |       |       |       |  |
|  | 2B               | San Martín       | 4B               | Instituto        | 58               | 100              | 62               | 76 | 79             | 97           | 64          |             |             |             |             |             |    |              |       |       |       |       |       |       |       |  |
|  | 2B               | San Martín       |                  |                  |                  |                  |                  |    |                |              |             |             |             |             |             |             |    |              |       |       |       |       |       |       |       |  |
|  | 3A               | Banda Norte      | 54               | 73               | 102              | 60               |                  |    |                |              |             |             |             |             |             |             |    |              |       |       |       |       |       |       |       |  |
|  | 3A               | Banda Norte      | 54               | 73               | 102              | 60               |                  | 2B | San Martín (C) | 76           | 83          | 71          | 68          |             |             |             |    |              |       |       |       |       |       |       |       |  |
|  |                  |                  |                  |                  |                  |                  |                  | 2B | San Martín (C) | 76           | 83          | 71          | 68          |             |             |             |    |              |       |       |       |       |       |       |       |  |
|  |                  |                  | 4B               | Instituto        | 77               | 77               | 96               | 73 |                |              |             |             |             |             |             |             |    |              |       |       |       |       |       |       |       |  |
|  | 1A               | San Isidro (SF)  | 4B               | Instituto        | 77               | 77               | 96               | 73 | 80             | 75           | 77          | 82          |             |             |             |             |    |              |       |       |       |       |       |       |       |  |
|  | 1A               | San Isidro (SF)  |                  |                  |                  |                  |                  |    |                |              |             | 82          |             |             |             |             |    |              |       |       |       |       |       |       |       |  |
|  | 4B               | Instituto        | 79               | 84               | 80               | 93               |                  |    |                |              |             |             |             |             |             |             |    |              |       |       |       |       |       |       |       |  |
|  | 4B               | Instituto        | 79               | 84               | 80               | 93               |                  |    |                |              |             |             |             |             |             |             |    |              |       |       |       |       |       |       |       |  |
|  |                  |                  |                  |                  |                  |                  |                  |    |                |              |             |             |             |             |             |             |    |              |       |       |       |       |       |       |       |  |

El equipo que figura en la primera línea es quien obtuvo la ventaja de localía.

### Octavos de final
San Isidro (San Francisco) - Tomás de Rocamora 

| 28 de marzo, 21:30 | San Isidro (SF)                                                                                      | 74–64                | Tomás de Rocamora                                                              |                                                                                                |  |  |
|                    | Parciales: 22 - 18, 14 - 16 18 - 12, 20 - 18                                                         |                      |                                                                                |                                                                                                |  |  |
|                    | Estadísticas Martín Ghirardi 19 Gastón Essengue 7 Bruno Oprandi 3 Enzo Cafferatta 3 Agustín Lozano 3 | Reporte Pts Reb Asts | Estadísticas 14 Felipe Pais 13 Jeremías Emanuel Acosta 3 Matías Pablo Jaworski | Pabellón: Estadio Severo Robledo, San Francisco Árbitros: Héctor Hugo Wasinger José Luis Lugli |  |  |
| serie 1 - 0        | |                      |                                                                                |                                                                                                |  |  |
|                    | |                      |                                                                                |                                                                                                |  |  |

| 30 de marzo, 21:00 | San Isidro (SF)                                                                             | 84–74                | Tomás de Rocamora                                                               | |  |  |
|                    | Parciales: 13 - 26, 23 - 10 27 - 20, 21 - 18                                                |                      |                                                                                 | |  |  |
|                    | Estadísticas Lisandro Luis Villa 22 Lisandro Luis Villa 7 Enzo Caferatta 4 Agustín Lozano 4 | Reporte Pts Reb Asts | Estadísticas 18 Nicolás Pablo Lauria 7 Patricio Tabarez 4 Matías Pablo Jaworski | Pabellón: Estadio Severo Robledo, San Francisco Árbitros: Ariel Fernando Rosas Cristian Ariel Salguero |  |  |
| serie 2 - 0        |                                                                                             |                      |                                                                                 | |  |  |
|                    |                                                                                             |                      |                                                                                 | |  |  |

| 2 de abril, 21:30 | Tomás de Rocamora                                                                      | 82–84                | San Isidro (SF)                                                           | |  |  |
|                   | Parciales: 15 - 15, 22 - 29 19 - 14, 26 - 26                                           |                      |                                                                           | |  |  |
|                   | Estadísticas Pablo Nicolás Lauria 20 Jeremías Emanuel Acosta 6 Matías Pablo Jaworski 3 | Reporte Pts Reb Asts | Estadísticas 20 Gastón Essengue 4 Bruno Arnaldo Ingratta 5 Agustín Lozano | Pabellón: Estadio Julio César Paccagnella, Concepción del Uruguay Árbitros: Cristian Sebastián Alfaro Maximiliano Moral |  |  |
| serie 0 - 3       |                                                                                        |                      |                                                                           | |  |  |
|                   |                                                                                        |                      |                                                                           | |  |  |

Huracán (Trelew) - Unión (Santa Fe) 

| 28 de marzo, 21:30 | Huracán (Trelew)                                                                         | 56–64                | Unión (Santa Fe)                                                  | |  |  |
|                    | Parciales: 11 - 10, 13 - 20 20 - 20, 12 - 14                                             |                      |                                                                   | |  |  |
|                    | Estadísticas Diego Figueredo 19 Ezequiel Dentis 9 Martín Andrés Melo 2 Diego Figueredo 2 | Reporte Pts Reb Asts | Estadísticas 16 Mauro Cosolito 15 Alejandro Reinick 3 Juan Gandoy | Pabellón: Estadio Atilio Oscar Viglione, Trelew Árbitros: Raúl Oscar Lorenzo Enrique Maximiliano Cáceres |  |  |
| serie 0 - 1        |                                                                                          |                      |                                                                   | |  |  |
|                    |                                                                                          |                      |                                                                   | |  |  |

| 30 de marzo, 21:00 | Huracán (Trelew)                                                                           | 77–64                | Unión (Santa Fe)                                                                     | |  |  |
|                    | Parciales: 20 - 13, 18 - 19 19 - 17, 20 - 15                                               |                      |                                                                                      | |  |  |
|                    | Estadísticas Howard Glenn Wilkerson III 20 Ezequiel Dentis 15 Howard Glenn Wilkerson III 4 | Reporte Pts Reb Asts | Estadísticas 19 Alejandro Martín Reinick 8 Alejandro martín Reinick 3 Mauro Cosolito | Pabellón: Estadio Atilio Oscar Viglione, Trelew Árbitros: Alejandro César Trias Matías Eduardo Gabe |  |  |
| serie 1 - 1        |                                                                                            |                      |                                                                                      | |  |  |
|                    |                                                                                            |                      |                                                                                      | |  |  |

| 2 de abril, 21:30 | Unión (Santa Fe)                                                       | 72–68                | Huracán (Trelew)                                                        |                                                                                                 |  |  |
|                   | Parciales: 15 - 21, 23 - 14 12 - 14, 22 - 19                           |                      |                                                                         |                                                                                                 |  |  |
|                   | Estadísticas Juan Manuel Gandoy 14 Mauro Cosolito 10 Leandro Vildoza 6 | Reporte Pts Reb Asts | Estadísticas 19 Martín Andrés Mello 9 Juan Sartorelli 3 Juan Sartorelli | Pabellón: Estadio Ángel Malvicino, Santa Fe Árbitros: Ariel Fernando Rosas Sergio Gabriel López |  |  |
| serie 2 - 1       |                                                                        |                      |                                                                         |                                                                                                 |  |  |
|                   |                                                                        |                      |                                                                         |                                                                                                 |  |  |

| 4 de abril, 21:30 | Unión (Santa Fe)                                                             | 61–63                | Huracán (Trelew)                                                                  | |  |  |
|                   | Parciales: 20 - 17, 12 - 10 21 - 16, 8 - 20                                  |                      |                                                                                   | |  |  |
|                   | Estadísticas Jhon Albert Thomas 17 Alejandro Reinick 13 Juan Manuel Gandoy 7 | Reporte Pts Reb Asts | Estadísticas 19 Martín Andrés Melo 8 Howard Glenn Wilkerson III 3 Diego Figueredo | Pabellón: Estadio Ángel Malvicino, Santa Fe Árbitros: Alejandro Gabriel Zanabone Alberto Eduardo Ponzo |  |  |
| serie 2 - 2       |                                                                              |                      |                                                                                   | |  |  |
|                   |                                                                              |                      |                                                                                   | |  |  |

| 7 de abril, 22:00 | Huracán (Trelew)                                                                    | 81–88                | Unión (Santa Fe)                                                         | |  |  |
|                   | Parciales: 17 - 17, 13 - 23 24 - 18, 27 - 30                                        |                      |                                                                          | |  |  |
|                   | Estadísticas Gustavo Maraguello 12 Martín Andrés Melo 10 Howard Glenn Wilkerson III | Reporte Pts Reb Asts | Estadísticas 19 Jhon Albert Thomas 8 Mauro Cosolito 3 Juan Manuel Gandoy | Pabellón: Estadio Atilio Oscar Viglione, Trelew Árbitros: Javier Andrés Sánchez Cristian Andrés Salguero |  |  |
| serie 2 - 3       |                                                                                     |                      |                                                                          | |  |  |
|                   |                                                                                     |                      |                                                                          | |  |  |

Banda Norte - Barrio Parque 

| 28 de marzo, 21:30 | Banda Norte                                                       | 75–76                | Barrio Parque                                                                          |                                                                                    |  |  |
|                    | Parciales: 18 - 20, 23 - 22 21 - 15, 13 - 19                      |                      |                                                                                        |                                                                                    |  |  |
|                    | Estadísticas Eric Freeman 20 Eric Freeman 13 Fernando Titarelli 4 | Reporte Pts Reb Asts | Estadísticas 20 Valentín Burgos 6 Esteban Cantarutti 2 Juan Kelly 2 Esteban Cantarutti | Pabellón: Estadio de Banda Norte, Río Cuarto Árbitros: Pablo Leyton Gustavo D'Anna |  |  |
| serie 0 - 1        |                                                                   |                      |                                                                                        |                                                                                    |  |  |
|                    |                                                                   |                      |                                                                                        |                                                                                    |  |  |

| 30 de marzo, 21:30 | Banda Norte                                                                         | 71–62                | Barrio Parque                                                  |                                                                                                  |  |  |
|                    | Parciales: 17 - 20, 11 - 7 22 - 18, 21 - 17                                         |                      |                                                                |                                                                                                  |  |  |
|                    | Estadísticas Lucas Leonardo Barlasina 16 Fernando Titarelli 10 Fernando Titarelli 7 | Reporte Pts Reb Asts | Estadísticas 14 Juan Kelly 4 Lautaro Tupac Rivata 3 Juan Kelly | Pabellón: Estadio de Banda Norte, Río Cuarto Árbitros: Cristian Sebastián Alfaro José Luis Ligli |  |  |
| serie 1 - 1        |                                                                                     |                      |                                                                |                                                                                                  |  |  |
|                    |                                                                                     |                      |                                                                |                                                                                                  |  |  |

| 2 de abril, 21:00 | Barrio Parque                                                | 73–86                | Banda Norte                                                           |                                                                                       |  |  |
|                   | Parciales: 18 - 17, 16 - 19 19 - 21, 20 - 29                 |                      |                                                                       |                                                                                       |  |  |
|                   | Estadísticas Juan Kelly 19 Sebastián Acevedo 20 Juan Kelly 4 | Reporte Pts Reb Asts | Estadísticas 14 Javier Alejandro Ledesma 7 Matías Cudos 4 Mauro Negri | Pabellón: Teatro del Parque, Córdoba Árbitros: Alejandro César Trias Leonardo Barotto |  |  |
| serie 1 - 2       |                                                              |                      |                                                                       |                                                                                       |  |  |
|                   |                                                              |                      |                                                                       |                                                                                       |  |  |

| 4 de abril, 21:30 | Barrio Parque                                                      | 78–73                | Banda Norte                                                                     |                                                                                              |  |  |
|                   | Parciales: 23 - 20, 18 - 11 19 - 17, 18 - 25                       |                      |                                                                                 |                                                                                              |  |  |
|                   | Estadísticas Estéban Cantarutti 14 Brian Craig 6 Valentín Burgos 3 | Reporte Pts Reb Asts | Estadísticas 18 Javier Leandro Ledesma 8 Mauro Negri 2 Lucas Leonardo Barlasina | Pabellón: Teatro del Parque, Córdoba Árbitros: Javier Andrés Sánchez Cristian Ariel Salguero |  |  |
| serie 2 - 2       |                                                                    |                      |                                                                                 |                                                                                              |  |  |
|                   |                                                                    |                      |                                                                                 |                                                                                              |  |  |

| 7 de abril, 21:30 | Banda Norte                                                         | 88–73                | Barrio Parque                                                        | |  |  |
|                   | Parciales: 24 - 18, 23 - 22 18 - 12, 23 - 21                        |                      |                                                                      | |  |  |
|                   | Estadísticas Eric Freeman 22 Gustavo Aníbal Acosta 8 Eric Freeman 2 | Reporte Pts Reb Asts | Estadísticas 14 Phillip Dominique Lockett 5 Juan Kellly 3 Juan Kelly | Pabellón: Estadio de Banda Norte, Río Cuarto Árbitros: Ariel Fernando Rosas Enrique Maximiliano Cáceres |  |  |
| serie 3 - 2       |                                                                     |                      |                                                                      | |  |  |
|                   |                                                                     |                      |                                                                      | |  |  |

Echagüe - Monte Hermoso Basket 

| 29 de marzo, 21:30 | Echagüe                                                             | 75–82                | Monte Hermoso Basket                                                         |                                                                                                   |  |  |
|                    | Parciales: 20 - 15, 20 - 14 21 - 24, 14 - 29                        |                      |                                                                              |                                                                                                   |  |  |
|                    | Estadísticas Pablo Fernández 26 Darnel Dodson 7 Victor Hugo Cajal 7 | Reporte Pts Reb Asts | Estadísticas 19 Gregory Devon Lewis 12 Gregory Devon Lewis 3 Mariano Castets | Pabellón: Estadio Luis Butta, Paraná Árbitros: Alejandro Gabriel Zanabone Cristian Ariel Salguero |  |  |
| serie 0 - 1        |                                                                     |                      |                                                                              |                                                                                                   |  |  |
|                    |                                                                     |                      |                                                                              |                                                                                                   |  |  |

| 31 de marzo, 22:00 | Echagüe                                                               | 81–69                | Monte Hermoso Basket                                            |                                                                                        |  |  |
|                    | Parciales: 15 - 14, 26 - 11 22 - 13, 18 - 31                          |                      |                                                                 |                                                                                        |  |  |
|                    | Estadísticas Pablo Fernández 17 Darnell Dorson 12 Victor Hugo Cajal 9 | Reporte Pts Reb Asts | Estadísticas 14 Lucas Chaves 8 Darío Mansilla 2 Mariano Castets | Pabellón: Estadio Luis Butta, Paraná Árbitros: Leandro Nicolás Lezcano José Luis Lugli |  |  |
| serie 1 - 1        |                                                                       |                      |                                                                 |                                                                                        |  |  |
|                    |                                                                       |                      |                                                                 |                                                                                        |  |  |

| 3 de abril, 21:00 | Monte Hermoso Basket                                                                 | 92–86                | Echagüe                                                                | |  |  |
|                   | Parciales: 23 - 26, 20 - 14 24 - 14, 25 - 32                                         |                      |                                                                        | |  |  |
|                   | Estadísticas Gregory Devon Lewis 25 Gregory Devon Lewis 13 Patricio Luis Rodríguez 3 | Reporte Pts Reb Asts | Estadísticas 38 Omar Rubén Canton 4 Darnell Dodson 5 Victor Hugo Cajal | Pabellón: Polideportivo Municipal Monte Hermoso Árbitros: Pedro Henrique Hoyo Enrique Maximiliano Cáceres |  |  |
| serie 2 - 1       |                                                                                      |                      |                                                                        | |  |  |
|                   |                                                                                      |                      |                                                                        | |  |  |

| 5 de abril, 21:00 | Monte Hermoso Basket                                                             | 73–76                | Echagüe                                                               |                                                                                                   |  |  |
|                   | Parciales: 20 - 17, 15 - 12 20 - 16, 11 - 21 (T.E.: 7 - 10)                      |                      |                                                                       |                                                                                                   |  |  |
|                   | Estadísticas Mariano Castets 16 Gregory Devon Lewis 11 Patricio Luis Rodríguez 5 | Reporte Pts Reb Asts | Estadísticas 17 Pablo Fernández 14 Darnell Dodson 6 Víctor Hugo Cajal | Pabellón: Polideportivo Municipal Monte Hermoso Árbitros: Pablo Leyton Rodrigo Iñaki Reyes Borras |  |  |
| serie 2 - 2       |                                                                                  |                      |                                                                       |                                                                                                   |  |  |
|                   |                                                                                  |                      |                                                                       |                                                                                                   |  |  |

| 8 de abril, 21:00 | Echagüe                                                                            | 81–75                | Monte Hermoso Basket                                                   |                                                                                            |  |  |
|                   | Parciales: 24 - 17, 14 - 22 19 - 18, 24 - 18                                       |                      |                                                                        |                                                                                            |  |  |
|                   | Estadísticas Fabián Alejandro Elías Saad 34 Darnell Dodson 10 Víctor Hugo Cajal 10 | Reporte Pts Reb Asts | Estadísticas 20 Eduardo Calvelli 17 Gregory Devon Lewis 5 Lúcas Chaves | Pabellón: Estadio Luis Butta, Paraná Árbitros: Alejandro César Trías Alberto Eduardo Ponzo |  |  |
| serie 3 - 2       |                                                                                    |                      |                                                                        |                                                                                            |  |  |
|                   |                                                                                    |                      |                                                                        |                                                                                            |  |  |

Ciclista Juninense - Oberá Tenis Club 

| 28 de marzo, 21:30 | Ciclista Juninense                                                                     | 78–68                | Oberá Tenis Club                                                                      | |  |  |
|                    | Parciales: 19 - 18, 21 - 19 20 - 12, 18 - 19                                           |                      |                                                                                       | |  |  |
|                    | Estadísticas Sebastián Picton 26 Sebastián Picton 9 Facundo Zárate 5 Damián Palacios 5 | Reporte Pts Reb Asts | Estadísticas 23 Lucas Bianco 9 Scott Adam Cutley 2 Nicolás Copelo 2 José Manuel Fabio | Pabellón: Estadio Raúl "Chuni" Merlo Junín Árbitros: Leandro Nicolás Lezcano Rodrigo Iñaki Reyes Borras |  |  |
| serie 1 - 0        |                                                                                        |                      |                                                                                       | |  |  |
|                    |                                                                                        |                      |                                                                                       | |  |  |

| 30 de marzo, 21:30 | Ciclista Juninense                                                   | 98–87                | Oberá Tenis Club                                                        |                                                                                                  |  |  |
|                    | Parciales: 29 - 16, 19 - 20 31 - 27, 19 - 24                         |                      |                                                                         |                                                                                                  |  |  |
|                    | Estadísticas Luciano Masarelli 31 Kevin Hernández 7 Facundo Zárate 8 | Reporte Pts Reb Asts | Estadísticas 18 Nicolás Copello 9 Fabio José Manuel 3 Fabio José Manuel | Pabellón: Estadio Raúl "Chuni" Merlo Junín Árbitros: Alejandro Gabriel Zanabone Leonardo Barotto |  |  |
| serie 2 - 0        |                                                                      |                      |                                                                         |                                                                                                  |  |  |
|                    |                                                                      |                      |                                                                         |                                                                                                  |  |  |

| 2 de abril, 21:30 | Oberá Tenis Club                                                              | 84–118               | Ciclista Juninense                                                      |                                                                                           |  |  |
|                   | Parciales: 21 - 32, 16 - 26 23 - 24, 24 - 36                                  |                      |                                                                         |                                                                                           |  |  |
|                   | Estadísticas Nicolás Enrique Agasse 15 Pablo Antonio Rizzo 4 Lucas Gornatti 5 | Reporte Pts Reb Asts | Estadísticas 26 Jonathan Maldonado 8 Sebastián Picton 9 Damián Palacios | Pabellón: Estadio de Oberá Tenis Club Oberá Árbitros: Héctor Hugo Wasinger Gustavo D'Anna |  |  |
| serie 0 - 3       |                                                                               |                      |                                                                         |                                                                                           |  |  |
|                   |                                                                               |                      |                                                                         |                                                                                           |  |  |

San Martín (Corrientes) - La Unión 

| 28 de marzo, 21:30 | San Martín (Corrientes)                                                        | 95–67                | La Unión (Colón)                                                                                   | |  |  |
|                    | Parciales: 20 - 12, 28 - 16 21 - 18, 26 - 21                                   |                      | | |  |  |
|                    | Estadísticas E. Agostino y F. Calvi 16 James León Williams 8 Ramiro Iglesias 5 | Reporte Pts Reb Asts | Estadísticas 17 Andrés Mariani 6 Pablo Daniel Osores 2 Andrés Mariani 2 Kevin Gastón Pilotti Jeréz | Pabellón: Estadio Raúl Argentino Ortíz Corrientes Árbitros: Maximiliano Piedrabuena Sebastián Gustavo Vasallo |  |  |
| serie 1 - 0        |                                                                                |                      | | |  |  |
|                    |                                                                                |                      | | |  |  |

| 30 de marzo, 21:30 | San Martín (Corrientes)                                                         | 73–72                | La Unión (Colón)                                                          |                                                                                                  |  |  |
|                    | Parciales: 20 - 15, 15 - 17 17 - 23, 21 - 17                                    |                      |                                                                           |                                                                                                  |  |  |
|                    | Estadísticas Fernando Andrés Calvi 17 James Leon Williams 16 Adrián Forasteri 3 | Reporte Pts Reb Asts | Estadísticas 16 Eric Flor 5 Emilio Andrés Domínguez Bais 2 Andrés Mariani | Pabellón: Estadio Raúl Argentino Ortíz Corrientes Árbitros: Pedro Enrique Hoyo Maximiliano Moral |  |  |
| serie 2 - 0        |                                                                                 |                      |                                                                           |                                                                                                  |  |  |
|                    |                                                                                 |                      |                                                                           |                                                                                                  |  |  |

| 2 de abril, 21:30 | La Unión (Colón)                                                                                     | 103–87               | San Martín (Corrientes)                                                  |                                                                                                |  |  |
|                   | Parciales: 14 - 28, 35 - 24 25 - 16, 29 - 19                                                         |                      |                                                                          |                                                                                                |  |  |
|                   | Estadísticas Emilio Andrés Domínguez Bais 22 Emilio Andrés Domínguez Bais 9 Agustín Ángel Carbajal 6 | Reporte Pts Reb Asts | Estadísticas 18 Santiago González 10 Santiago González 7 Ramiro Iglesias | Pabellón: Estadio Club La Unión, Colón Árbitros: Leandro Nicolás Lezcano Alberto Eduardo Ponzo |  |  |
| serie 1 - 2       | |                      |                                                                          |                                                                                                |  |  |
|                   | |                      |                                                                          |                                                                                                |  |  |

| 4 de abril, 21:30 | La Unión (Colón)                                                                   | 65–83                | San Martín (Corrientes)                                              |                                                                                                   |  |  |
|                   | Parciales: 20 - 20, 18 - 23 12 - 20, 15 - 20                                       |                      |                                                                      |                                                                                                   |  |  |
|                   | Estadísticas Mariano Mazzini 19 Pablo Daniel Osores 7 Kevin Gastón Pilotti Jeréz 4 | Reporte Pts Reb Asts | Estadísticas 20 Eduardo Spalla 9 Santiago González 5 Ramiro Iglesias | Pabellón: Estadio Club La Unión, Colón Árbitros: Héctor Hugo Wasinger Enrique Maximiliano Cáceres |  |  |
| serie 1 - 3       |                                                                                    |                      |                                                                      |                                                                                                   |  |  |
|                   |                                                                                    |                      |                                                                      |                                                                                                   |  |  |

Alvear - Ceferino Alianza Viedma 

| 28 de marzo, 21:30 | Alvear                                                                    | 97–91                | Ceferino Alianza Viedma                                               |                                                                                                   |  |  |
|                    | Parciales: 18 - 26, 22 - 14 22 - 25, 17 - 14 (T.E.: 18 - 12)              |                      |                                                                       |                                                                                                   |  |  |
|                    | Estadísticas Mateo Bolívar 29 Cristian Rafael Romero 11 Martín Cequeira 8 | Reporte Pts Reb Asts | Estadísticas 24 Pablo Omar Gil 11 Gregorio Eseverri 6 Nicolás Paletta | Pabellón: Estadio del Club Alvear, Villa Ángela Árbitros: Pedro Enrique Hoyo Sergio Gabriel López |  |  |
| serie 1 - 0        |                                                                           |                      |                                                                       |                                                                                                   |  |  |
|                    |                                                                           |                      |                                                                       |                                                                                                   |  |  |

| 30 de marzo, 22:00 | Alvear                                                   | 82–77                | Ceferino Alianza Viedma                                          | |  |  |
|                    | Parciales: 19 - 25, 22 - 18 24 - 19, 17 - 15             |                      |                                                                  | |  |  |
|                    | Estadísticas Scott 19 Martín Cequeira 11 Mateo Bolívar 5 | Reporte Pts Reb Asts | Estadísticas 19 Pablo Gil Omar 8 Pablo Gil Omar 3 Pablo Gil Omar | Pabellón: Estadio del Club Alvear, Villa Ángela Árbitros: Maximiliano Piedrabuena Alberto Eduardo Ponzo |  |  |
| serie 2 - 0        |                                                          |                      |                                                                  | |  |  |
|                    |                                                          |                      |                                                                  | |  |  |

| 2 de abril, 21:30 | Ceferino Alianza Viedma                                                | 87–98                | Alvear                                                           |                                                                                           |  |  |
|                   | Parciales: 24 - 23, 11 - 17 15 - 30, 37 - 28                           |                      |                                                                  |                                                                                           |  |  |
|                   | Estadísticas Nicolás Paletta 22 Sebastián Castiñera 8 Pablo Omar Gil 8 | Reporte Pts Reb Asts | Estadísticas 19 Cristian Rafael Romero 7 Scott 4 Martín Cequeira | Pabellón: Polideportivo Municipal, Viedma Árbitros: Javier Andrés Sánchez José Luis Lugli |  |  |
| serie 0 - 3       |                                                                        |                      |                                                                  |                                                                                           |  |  |
|                   |                                                                        |                      |                                                                  |                                                                                           |  |  |

Sport Club - Instituto 

| 28 de marzo, 21:30 | Sport Club Cañadense                                                                   | 67–63                | Instituto                                                                     |                                                              |  |  |
|                    | Parciales: 15 - 20, 13 - 9 17 - 22, 22 - 12                                            |                      |                                                                               |                                                              |  |  |
|                    | Estadísticas Terry Demetrius Martin Jr. 19 Roberto López 10 Daniel Edgardo Farabello 5 | Reporte Pts Reb Asts | Estadísticas 15 Terrel Jones Kenneth 10 Terrel Jones Kenneth 5 Gastón Luchino | Pabellón: Estadio Florencio Varni, Cañada de Gómez Árbitros: |  |  |
| serie 1 - 0        |                                                                                        |                      |                                                                               |                                                              |  |  |
|                    |                                                                                        |                      |                                                                               |                                                              |  |  |

| 30 de marzo, 20:00 | Sport Club Cañadense                                                               | 65–77                | Instituto                                                                                               | |  |  |
|                    | Parciales: 15 - 24, 13 - 16 17 - 24, 20 - 13                                       |                      | | |  |  |
|                    | Estadísticas Sebastían Mignani 19 Terry Demetrius Martin Jr. 7 Sebastián Mignani 5 | Reporte Pts Reb Asts | Estadísticas 16 Gastón Luchino, Pablo Bruna, Kenneth Terrel Jones 13 Kenneth Terrel Jones 6 Pablo Bruna | Pabellón: Estadio Florencio Varni, Cañada de Gómez Árbitros: Javier Andrés Sánchez Rodrigo Iñaki Reyes Borras |  |  |
| serie 1 - 1        |                                                                                    |                      | | |  |  |
|                    |                                                                                    |                      | | |  |  |

| 2 de abril, 21:30 | Instituto                                                                | 73–64                | Sport Club Cañadense                                                                  |                                                                                            |  |  |
|                   | Parciales: 26 - 17, 14 - 14 13 - 19, 20 - 14                             |                      |                                                                                       |                                                                                            |  |  |
|                   | Estadísticas Kenneth Terrel Jones 27 Emiliano Martina 7 Gaston Luchino 4 | Reporte Pts Reb Asts | Estadísticas 22 Terry Demetrius Martin Jr. 8 Roberto López 5 Daniel Edgardo Farabello | Pabellón: Gimnasio Ángel Sandrin, Córdoba Árbitros: Pablo Leyton Sebastián Gustavo Vasallo |  |  |
| serie 2 - 1       |                                                                          |                      |                                                                                       |                                                                                            |  |  |
|                   |                                                                          |                      |                                                                                       |                                                                                            |  |  |

| 4 de abril, 21:30 | Instituto                                                               | 77–55                | Sport Club Cañadense                                                                   |                                                                                            |  |  |
|                   | Parciales: 13 - 20, 24 - 11 23 - 14, 16 - 10                            |                      |                                                                                        |                                                                                            |  |  |
|                   | Estadísticas Kenneth Terrell Jones 16 Sebastián Morales 8 Pablo Bruna 3 | Reporte Pts Reb Asts | Estadísticas 14 Terry Demetrius Martin Jr. 9 Terry Demetrius Martin Jr. 3 Matías Ruger | Pabellón: Gimnasio Ángel Sandrin, Córdoba Árbitros: Maximiliano Piedrabuena Gustavo D'Anna |  |  |
| serie 3 - 1       |                                                                         |                      |                                                                                        |                                                                                            |  |  |
|                   |                                                                         |                      |                                                                                        |                                                                                            |  |  |

### Cuartos de final
Ciclista Juninense - Unión (Santa Fe) 

| 11 de abril, 21:30 | Ciclista Juninense                                                     | 92–93                | Unión (Santa Fe)                                                                    | |  |  |
|                    | Parciales: 28 - 31, 24 - 13 15 - 23, 19 - 19 (T.E.: 6 - 7)             |                      |                                                                                     | |  |  |
|                    | Estadísticas Luciano Massarelli 31 Kevin Hernández 6 Damián Palacios 8 | Reporte Pts Reb Asts | Estadísticas 27 Jhon Albert Thomas 11 Alejandro Martín Reinick 2 Juan Manuel Gandoy | Pabellón: Estadio Raúl "Chuni" Merlo Junín Árbitros: Pablo Leyton, Cristian Sebastián Alfaro, Maximiliano Moral |  |  |
| serie 0 - 1        |                                                                        |                      |                                                                                     | |  |  |
|                    |                                                                        |                      |                                                                                     | |  |  |

| 13 de abril, 21:30 | Ciclista Juninense                                                               | 109–86               | Unión (Santa Fe)                                                        | |  |  |
|                    | Parciales: 28 - 16, 27 - 18 27 - 25, 27 - 27                                     |                      |                                                                         | |  |  |
|                    | Estadísticas Jamaal Akeem Douglas 24 Jamaal Akeem Douglas 8 Luciano Massarelli 7 | Reporte Pts Reb Asts | Estadísticas 15 Mauro Cosolito 6 Jhon Albert Thomas 4 Alejandro Vildoza | Pabellón: Estadio Raúl "Chuni" Merlo Junín Árbitros: Pedro Enrique Hoyo, Enrique Maximiliano Cáceres, Sebastián Gustavo Vasallo |  |  |
| serie 1 - 1        |                                                                                  |                      |                                                                         | |  |  |
|                    |                                                                                  |                      |                                                                         | |  |  |

| 16 de abril | Unión (Santa Fe)                                                   | 88–107               | Ciclista Juninense                                                    | |  |  |
|             | Parciales: 24 - 31, 18 - 28 14 - 23, 32 - 25                       |                      |                                                                       | |  |  |
|             | Estadísticas Román Rodríguez 27 Joaquín Gamazo 11 Mauro Cosolito 4 | Reporte Pts Reb Asts | Estadísticas 22 Kevin Hernández 10 Sebastián Picton 8 Damián Palacios | Pabellón: Estadio Ángel Malvicino, Santa Fe Árbitros: Alejandro Gabriel Zanabone, Leonardo Brotto, Alberto Eduardo Ponzo |  |  |
| serie 1 - 2 |                                                                    |                      |                                                                       | |  |  |
|             |                                                                    |                      |                                                                       | |  |  |

| 18 de abril, 21:30 | Unión (Santa Fe)                                                                    | 99–85                | Ciclista Juninense                                                     | |  |  |
|                    | Parciales: 21 - 31, 24 - 18 31 - 23, 23 - 13                                        |                      |                                                                        | |  |  |
|                    | Estadísticas Juan Manuel Gandoy 19 Alejandro Martín Reinick 17 Juan Manuel Gandoy 9 | Reporte Pts Reb Asts | Estadísticas 24 Luciano Massarelli 5 Damián Palacios 6 Damián Palacios | Pabellón: Estadio Ángel Malvicino, Santa Fe Árbitros: Ariel Fernando Rosas, Héctor Hugo Wasinger, Gustavo D'Anna |  |  |
| serie 2 - 2        |                                                                                     |                      |                                                                        | |  |  |
|                    |                                                                                     |                      |                                                                        | |  |  |

| 21 de abril, 22:00 | Ciclista Juninense                                                             | 88–68                | Unión (Santa Fe)                                                              | |  |  |
|                    | Parciales: 17 - 16, 19 - 16 33 - 27, 19 - 9                                    |                      |                                                                               | |  |  |
|                    | Estadísticas Jamaal Akeem Douglas 21 Jamaal Akeem Douglas 13 Damián Palacios 7 | Reporte Pts Reb Asts | Estadísticas 18 Román Rodríguez 13 Alejandro Martín Reinick 1 Leandro Vildoza | Pabellón: Estadio Raúl "Chuni" Merlo Junín Árbitros: Javier Andrés Sánchez, Cristian Ariel Salguero, José Luis Lugli |  |  |
| serie 3 - 2        |                                                                                |                      |                                                                               | |  |  |
|                    |                                                                                |                      |                                                                               | |  |  |

Echagüe - Alvear 

| 12 de abril, 21:30 | Echagüe                                                              | 91–76                | Alvear                                                                          | |  |  |
|                    | Parciales: 21 - 27, 31 - 7 14 - 24, 25 - 18                          |                      |                                                                                 | |  |  |
|                    | Estadísticas Darnell Dodson 20 Darnell Dodson 12 Víctor Hugo Cajal 6 | Reporte Pts Reb Asts | Estadísticas 19 Cristian Rafael Romero 9 Cristian Rafael Romero 5 Mateo Bolívar | Pabellón: Estadio Luis Butta, Paraná Árbitros: Ariel Fernando Rosas, Héctor Hugo Wasinger, Cristian Ariel Salguero |  |  |
| serie 1 - 0        |                                                                      |                      |                                                                                 | |  |  |
|                    |                                                                      |                      |                                                                                 | |  |  |

| 14 de abril, 22:00 | Echagüe                                                              | 85–90                | Alvear                                                                         | |  |  |
|                    | Parciales: 25 - 18, 14 - 25 19 - 26, 27 - 21                         |                      |                                                                                | |  |  |
|                    | Estadísticas Omar Rubén Canton 22 Darnell Dodson 10 Darnell Dodson 2 | Reporte Pts Reb Asts | Estadísticas 27 Jareal Scott 8 Cristian Rafael Romero 4 Cristian Rafael Romero | Pabellón: Estadio Luis Butta, Paraná Árbitros: Alejandro Gabriel Zanabone Leandro Nicolás Lezcano Leonardo Barotto |  |  |
| serie 1 - 1        |                                                                      |                      |                                                                                | |  |  |
|                    |                                                                      |                      |                                                                                | |  |  |

| 17 de abril, 22:00 | Alvear                                                          | 79–72                | Echagüe                                                                      | |  |  |
|                    | Parciales: 16 - 24, 16 - 19 32 - 13, 15 - 16                    |                      |                                                                              | |  |  |
|                    | Estadísticas Mateo Bolívar 37 Mateo Bolívar 8 Martín Cequeira 4 | Reporte Pts Reb Asts | Estadísticas 30 Omar Rubén Canton 10 Omar Rubén Canton 2 Agustín Insaurralde | Pabellón: Estadio del Club Alvear, Villa Ángela Árbitros: Pedro Enrique Hoyo, Maximiliano Piedrabuena, Gustavo D'Anna |  |  |
| serie 2 - 1        |                                                                 |                      |                                                                              | |  |  |
|                    |                                                                 |                      |                                                                              | |  |  |

| 19 de abril, 22:00 | Alvear                                          | 80–76                | Echagüe                                                               | |  |  |
|                    | Parciales: 16 - 21, 18 - 17 20 - 15, 26 - 23    |                      |                                                                       | |  |  |
|                    | Estadísticas Scott 22 Scott 9 Martín Cequeira 3 | Reporte Pts Reb Asts | Estadísticas 17 Pablo Fernández 6 Pablo Fernández 2 Víctor Hugo Cajal | Pabellón: Estadio del Club Alvear, Villa Ángela Árbitros: Alejandro César Trias, Cristian Sebastián Alfaro, Maximiliano Moral |  |  |
| 3 - 1              |                                                 |                      |                                                                       | |  |  |
|                    |                                                 |                      |                                                                       | |  |  |

San Isidro (San Francisco) - Instituto 

| 11 de abril, 21:30 | San Isidro (SF)                                                          | 80–79                | Instituto                                                        | |  |  |
|                    | Parciales: 23 - 12, 12 - 26 18 - 24, 27 - 17                             |                      |                                                                  | |  |  |
|                    | Estadísticas Martín Ghirardi 23 Bruno Oprandi 8 Bruno Arnaldo Ingratta 4 | Reporte Pts Reb Asts | Estadísticas 28 Kenneth Terrel Jones 7 Pablo Bruna 9 Pablo Bruna | Pabellón: Estadio Severo Robledo, San Francisco Árbitros: Pedro Enrique Hoyo, Alejandro César Trias, Sergio Gabriel López |  |  |
| serie 1 - 0        |                                                                          |                      |                                                                  | |  |  |
|                    |                                                                          |                      |                                                                  | |  |  |

| 13 de abril, 21:00 | San Isidro (SF)                                                   | 75–84                | Instituto                                                                    | |  |  |
|                    | Parciales: 25 - 25, 18 - 22 19 - 16, 13 - 21                      |                      |                                                                              | |  |  |
|                    | Estadísticas Gastón Essengue 31 Gastón Essengue 7 Bruno Oprandi 6 | Reporte Pts Reb Asts | Estadísticas 19 Kenneth Terrle Jones 6 Kenneth Terrle Jones 3 Gastón Luchino | Pabellón: Estadio Severo Robledo, San Francisco Árbitros: Leandro Nicolás Lezcano, Leonardo Barotto, Alberto Eduardo Ponzo |  |  |
| serie 1 - 1        |                                                                   |                      |                                                                              | |  |  |
|                    |                                                                   |                      |                                                                              | |  |  |

| 16 de abril, 21:30 | Instituto                                                              | 80–77                | San Isidro (SF)                                                    | |  |  |
|                    | Parciales: 19 - 27, 21 - 17 18 - 12, 22 - 21                           |                      |                                                                    | |  |  |
|                    | Estadísticas Pablo Bruna 13 Sebastián Morales 6 Kenneth Terrel Jones 3 | Reporte Pts Reb Asts | Estadísticas 23 Agustín Lozano 6 Gastón Essengue 3 Gastón Essengue | Pabellón: Gimnasio Ángel Sandrin, Córdoba Árbitros: Ariel Fernando Rosas, Pablo Leyton, Enrique Maximiliano Cáceres |  |  |
| serie 2 - 1        |                                                                        |                      |                                                                    | |  |  |
|                    |                                                                        |                      |                                                                    | |  |  |

| 18 de abril, 21:30 | Instituto                                                                        | 93–82                | San Isidro (SF)                                                     | |  |  |
|                    | Parciales: 34 - 22, 17 - 11 20 - 24, 22 - 25                                     |                      |                                                                     | |  |  |
|                    | Estadísticas Luis Federico Mansilla 23 Kenneth Terrell Jones 13 Gastón Luchino 5 | Reporte Pts Reb Asts | Estadísticas 23 Gastón Essengue 10 Gastón Essengue 3 Agustín Lozano | Pabellón: Gimnasio Ángel Sandrin, Córdoba Árbitros: Maximiliano Piedrabuena, Javier Andrés Sánchez, Cristian Ariel Salguero |  |  |
| serie 3 - 1        |                                                                                  |                      |                                                                     | |  |  |
|                    |                                                                                  |                      |                                                                     | |  |  |

San Martín (Corrientes) - Banda Norte 

| 11 de abril, 21:30 | San Martín (C)                                                         | 76–54                | Banda Norte                                                                          | |  |  |
|                    | Parciales: 20 - 9, 16 - 14 20 - 20, 20 - 11                            |                      |                                                                                      | |  |  |
|                    | Estadísticas Eduardo Spalla 17 James Leon Williams 9 Ramiro Iglesias 4 | Reporte Pts Reb Asts | Estadísticas 12 Eric Freeman 8 Fernando Ariel Tintarelli 3 Fernando Ariel Tintarelli | Pabellón: Estadio Raúl Argentino Ortíz Corrientes Árbitros: Maximiliano Piedrabuena, Gustavo D'Anna, Sebastián Gustavo Vasallo |  |  |
| serie 1 - 0        |                                                                        |                      |                                                                                      | |  |  |
|                    |                                                                        |                      |                                                                                      | |  |  |

| 13 de abril, 21:30 | San Martín (C)                                                           | 79–73                | Banda Norte                                                                        | |  |  |
|                    | Parciales: 12 - 14, 21 - 16 18 - 23, 28 - 20                             |                      |                                                                                    | |  |  |
|                    | Estadísticas Eduardo Spalla 18 James Leon Williams 12 Adrián Forasteri 3 | Reporte Pts Reb Asts | Estadísticas 19 Javier Alejandro Ledesma 8 Mauro Negri 3 Fernando Ariel Tintarelli | Pabellón: Estadio Raúl Argentino Ortíz Corrientes Árbitros: Alejandro Gabriel Zanabone, Cristian Sebastián Alfaro, Sergio Gabriel López |  |  |
| serie 2 - 0        |                                                                          |                      |                                                                                    | |  |  |
|                    |                                                                          |                      |                                                                                    | |  |  |

| 16 de abril, 21:30 | Banda Norte                                                                          | 102–97               | San Martín (C)                                                              | |  |  |
|                    | Parciales: 17 - 19, 12 - 16 25 - 26, 20 - 13 (T.E.: 14 - 14, 14 - 9)                 |                      |                                                                             | |  |  |
|                    | Estadísticas Javier Alejandro Ledesma 35 Matías Cudos 11 Fernando Ariel Tintarelli 6 | Reporte Pts Reb Asts | Estadísticas 24 Adrián Forasteri 8 Fernando Andrés Calvi 3 Adrián Forasteri | Pabellón: Estadio de Banda Norte, Río Cuarto Árbitros: Javier Andrés Sánchez, Leandro Nicolás Lezcano, Cristian Ariel Salguero |  |  |
| serie 1 - 2        |                                                                                      |                      |                                                                             | |  |  |
|                    |                                                                                      |                      |                                                                             | |  |  |

| 18 de abril | Banda Norte                                                                           | 60–64                | San Martín (C)                                                                  | |  |  |
|             | Parciales: 15 - 17, 10 - 9 18 - 11, 17 - 27                                           |                      |                                                                                 | |  |  |
|             | Estadísticas Lucas Leonardo Barlasina 16 Franco Barroso 4 Fernando Ariel Tintarelli 4 | Reporte Pts Reb Asts | Estadísticas 20 Fernando Andrés Calvi 4 James Leon Williams 2 Adrián Forastieri | Pabellón: Estadio de Banda Norte, Río Cuarto Árbitros: Pablo Leyton, Leonardo Barotto, Enrique Maximiliano Cáceres |  |  |
| serie 1 - 3 |                                                                                       |                      |                                                                                 | |  |  |
|             |                                                                                       |                      |                                                                                 | |  |  |

### Semifinales
Ciclista Juninense - Alvear 

| 25 de abril, 21:30 | Ciclista Juninense                                                       | 89–85                | Alvear                                                          | |  |  |
|                    | Parciales: 21 - 23, 20 - 16 24 - 24, 24 - 22                             |                      |                                                                 | |  |  |
|                    | Estadísticas Luciano Massarelli 24 Sebastián Picton 12 Kevin Hernández 4 | Reporte Pts Reb Asts | Estadísticas 21 Mateo Bolívar 8 Mateo Bolívar 4 Martín Cequeira | Pabellón: Estadio Raúl "Chuni" Merlo Junín Árbitros: Raúl Oscar Lorenzo, Sebastían Gustavo Vasallo, Enrique Maximiliano Cáceres |  |  |
| serie 1 - 0        |                                                                          |                      |                                                                 | |  |  |
|                    |                                                                          |                      |                                                                 | |  |  |

| 27 de abril | Ciclista Juninense                                                   | 96–78                | Alvear                                                                     | |  |  |
|             | Parciales: 21 - 17, 24 - 16 22 - 24, 29 - 21                         |                      |                                                                            | |  |  |
|             | Estadísticas Damián Palacios 20 Damián Palacios 12 Damián Palacios 9 | Reporte Pts Reb Asts | Estadísticas 20 Martín Cequeira 9 Cristian Rafael Romero 4 Martín Cequeira | Pabellón: Estadio Raúl "Chuni" Merlo Junín Árbitros: Alejandro Gabriel Zanabone, Pablo Leyton, Alberto Eduardo Ponzo |  |  |
| serie 2 - 0 |                                                                      |                      |                                                                            | |  |  |
|             |                                                                      |                      |                                                                            | |  |  |

| 30 de abril, 22:00 | Alvear                                                          | 89–97                | Ciclista Juninense                                                       | |  |  |
|                    | Parciales: 30 - 22, 19 - 20 16 - 30, 24 - 25                    |                      |                                                                          | |  |  |
|                    | Estadísticas Mateo Bolívar 26 Martín Cequeira 6 Mateo Bolívar 5 | Reporte Pts Reb Asts | Estadísticas 23 Damián Palacios 10 Sebastián Picton 5 Luciano Massarelli | Pabellón: Estadio del Club Alvear, Villa Ángela Árbitros: Pedro Enrique Hoyo, Maximiliano Piedrabuena, Gustavo D'Anna |  |  |
| serie 0 - 3        |                                                                 |                      |                                                                          | |  |  |
|                    |                                                                 |                      |                                                                          | |  |  |

San Martín (Corrientes) - Instituto 

| 26 de abril, 21:30 | San Martín (C)                                                             | 76–77                | Instituto                                                              | |  |  |
|                    | Parciales: 13 - 23, 20 - 19 20 - 22, 23 - 13                               |                      |                                                                        | |  |  |
|                    | Estadísticas Emilio Agostino 18 James Leon Williams 10 Emiliano Agostino 4 | Reporte Pts Reb Asts | Estadísticas 17 Kenneth Terrel Jones 6 Sebastián Morales 5 Pablo Bruna | Pabellón: Estadio Raúl Argentino Ortíz Corrientes Árbitros: Alejandro César Trias, Héctor Hugo Wasinger, Maximiliano Mora |  |  |
| serie 0 - 1        |                                                                            |                      |                                                                        | |  |  |
|                    |                                                                            |                      |                                                                        | |  |  |

| 28 de abril | San Martín (C)                                                               | 83–77                | Instituto                                                                   | |  |  |
|             | Parciales: 17 - 23, 20 - 13 14 - 19, 15 - 11 (T.E.: 17 - 11)                 |                      |                                                                             | |  |  |
|             | Estadísticas Emiliano Agostino 22 James Leon Williams 13 Adrían Forastieri 4 | Reporte Pts Reb Asts | Estadísticas 26 Kenneth Terrel Jones 7 Emiliano Martina 4 Sebastián Morales | Pabellón: Estadio Raúl Argentino Ortíz Corrientes Árbitros: Pedro Enrique Hoyo, Cristian Sebastián Alfaro Gustavo D'Anna |  |  |
| serie 1 - 1 |                                                                              |                      |                                                                             | |  |  |
|             |                                                                              |                      |                                                                             | |  |  |

| 1 de mayo, 21:30 | Instituto                                                                   | 96–71                | San Martín (C)                                                            | |  |  |
|                  | Parciales: 29 - 14, 17 - 23 21 - 16, 29 - 18                                |                      |                                                                           | |  |  |
|                  | Estadísticas Luis Federico Mansilla 16 Kenneth Terrel Jones 9 Pablo Bruna 6 | Reporte Pts Reb Asts | Estadísticas 18 Adrián Forastieri 8 Santiago González 2 Emiliano Agostini | Pabellón: Gimnasio Ángel Sandrin, Córdoba Árbitros: Raúl Oscar Lorenzo, Leandro Nicolás Lezcano, Sergio Gabriel López |  |  |
| serie 2 - 1      |                                                                             |                      |                                                                           | |  |  |
|                  |                                                                             |                      |                                                                           | |  |  |

| 3 de mayo, 21:30 | Instituto                                                                          | 73–68                | San Martín (C)                                                               | |  |  |
|                  | Parciales: 22 - 21, 16 - 23 14 - 7, 21 - 17                                        |                      |                                                                              | |  |  |
|                  | Estadísticas Kenneth Terrel Jones 18 Kenneth Terrel Jones 8 Kenneth Terrel Jones 2 | Reporte Pts Reb Asts | Estadísticas 19 Emiliano Agostino 11 James Leon Williams 4 Adrían Forastieri | Pabellón: Gimnasio Ángel Sandrin, Córdoba Árbitros: Ariel Fernando Rosas, Javier Andrés Sánchez, Leonardo Barotto |  |  |
| serie 3 - 1      |                                                                                    |                      |                                                                              | |  |  |
|                  |                                                                                    |                      |                                                                              | |  |  |

### Final
Ciclista Juninense - Instituto 

| 9 de mayo   | Ciclista Juninense                                                       | 89–58                | Instituto                                                         | |  |  |
|             | Parciales: 23 - 23, 25 - 12 20 - 13, 21 - 10                             |                      |                                                                   | |  |  |
|             | Estadísticas Luciano Massarelli 24 Sebastián Picton 12 Damián Palacios 7 | Reporte Pts Reb Asts | Estadísticas 12 Emiliano Martina 9 Emiliano Martina 2 Pablo Bruna | Pabellón: Estadio Raúl "Chuni" Merlo Junín Árbitros: Leandro Nicolás Lezcano, Héctor Hugo Wasinger, Cristian Ariel Salguero |  |  |
| serie 1 - 0 |                                                                          |                      |                                                                   | |  |  |
|             |                                                                          |                      |                                                                   | |  |  |

| 11 de mayo, 22:00 | Ciclista Juninense                                                        | 104–100              | Instituto                                                             | |  |  |
|                   | Parciales: 25 - 25, 20 - 28 19 - 14, 17 - 14 (T.E.: 9 - 9, 14 - 10)       |                      |                                                                       | |  |  |
|                   | Estadísticas Luciano Massarelli 27 Damián Palacios 8 Luciano Massarelli 8 | Reporte Pts Reb Asts | Estadísticas 20 Pablo Bruna 8 Kenneth Terrel Jones 2 Emiliano Martina | Pabellón: Estadio Raúl "Chuni" Merlo Junín Árbitros: Pedro Enrique Hoyo, Cristian Sebastián Alfaro, Sebastián Gustavo Vasallo |  |  |
| serie 2 - 0       |                                                                           |                      |                                                                       | |  |  |
|                   |                                                                           |                      |                                                                       | |  |  |

| 14 de mayo, 22:00 | Instituto                                                                    | 62–65                | Ciclista Juninense                                                        | |  |  |
|                   | Parciales: 15 - 15, 10 - 12 13 - 12, 24 - 26                                 |                      |                                                                           | |  |  |
|                   | Estadísticas Kenneth Terrel Jones 19 Kenneth Terrel Jones 9 Gastón Luchino 5 | Reporte Pts Reb Asts | Estadísticas 22 Luciano Massarelli 5 Kevin Hernandez 3 Luciano Massarelli | Pabellón: Gimnasio Ángel Sandrin, Córdoba Árbitros: Alejandro César Trías, Pablo Leyton, Enrique Maximiliano Cáceres |  |  |
| serie 0 - 3       |                                                                              |                      |                                                                           | |  |  |
|                   |                                                                              |                      |                                                                           | |  |  |

Ciclista Juninense

Campeón

Primer título

Segundo ascenso incluyendo el TNA 2004-05

## Ronda repechaje
|  | Semifinal | Semifinal               | Semifinal               |           |   | Final | Final | Final |  |
|  |           |                         |                         |           |   |       |       |       |  |
|  |           |                         |                         |           |   |       |       |       |  |
|  |           |                         |                         |           |   |       |       |       |  |
|  |           |                         |                         |           |   |       |       |       |  |
|  |           |                         |                         |           |   |       |       |       |  |
|  |           | 2.° B                   | San Martín (Corrientes) | 3         |   |       |       |       |  |
|  |           |                         |                         | 3         |   |       |       |       |  |
|  |           |                         | 4.° B                   | Instituto | 0 |       |       |       |  |
|  | 2.° B     | San Martín (Corrientes) | 4.° B                   | Instituto | 0 | 3     |       |       |  |
|  | 2.° B     | San Martín (Corrientes) |                         |           |   | 3     |       |       |  |
|  | 3.° B     | Alvear                  | 2                       |           |   |       |       |       |  |
|  | 3.° B     | Alvear                  | 2                       |           |   |       |       |       |  |
|  |           |                         |                         |           |   |       |       |       |  |

El equipo que figura en la primera línea es quien obtuvo la ventaja de localía.

### Semifinal
San Martín (Corrientes) - Alvear
| 9 de mayo, 21:30 | San Martín (C)                                                      | 90–60                | Alvear                                                           | |  |  |
|                  | Parciales: 20 - 13, 18 - 15 22 - 15, 30 - 17                        |                      |                                                                  | |  |  |
|                  | Estadísticas Eduardo Spalla 21 Eduardo Spalla 9 Adrián Forastieri 4 | Reporte Pts Reb Asts | Estadísticas 18 Mateo Bolívar 5 Carlos Paredes 3 Martín Cequeira | Pabellón: Estadio Raúl Argentino Ortíz, Corrientes Árbitros: Raúl Oscar Lorenzo, Alejandro César Trias, Maximiliano Moral |  |  |
| serie 1 - 0      |                                                                     |                      |                                                                  | |  |  |
|                  |                                                                     |                      |                                                                  | |  |  |

| 11 de mayo, 21:30 | San Martín (C)                                                         | 83–82                | Alvear                                                 | |  |  |
|                   | Parciales: 22 - 17, 11 - 15 21 - 24, 29 - 26                           |                      |                                                        | |  |  |
|                   | Estadísticas Eduardo Spalla 32 James Leon Williams 11 Eduardo Spalla 5 | Reporte Pts Reb Asts | Estadísticas 21 Mateo Bolívar 11 Scott 3 Mauro Coronel | Pabellón: Estadio Raúl Argentino Ortíz, Corrientes Árbitros: Alejandro Gabriel Zanabone, Alberto Eduardo Ponzo, Enrique Maximiliano Cáceres |  |  |
| serie 2 - 0       |                                                                        |                      |                                                        | |  |  |
|                   |                                                                        |                      |                                                        | |  |  |

| 16 de mayo, 22:00 | Alvear                                                          | 95–86                | San Martín (C)                                                                | |  |  |
|                   | Parciales: 29 - 16, 15 - 24 25 - 15, 26 - 31                    |                      |                                                                               | |  |  |
|                   | Estadísticas Mateo Bolívar 27 Mateo Bolívar 9 Martín Cequeira 5 | Reporte Pts Reb Asts | Estadísticas 22 Fernando Andrés Calvi 8 Emiliano Agostino 7 Adrián Forastieri | Pabellón: Estadio del Club Alvear, Villa Ángela Árbitros: Leandro Nicolás Lezcano, Crisitan Ariel Salguero, Sergio Gabriel López |  |  |
| serie 1 - 2       |                                                                 |                      |                                                                               | |  |  |
|                   |                                                                 |                      |                                                                               | |  |  |

| 18 de mayo, 22:00 | Alvear                                                            | 68–60                | San Martín (C)                                                               | |  |  |
|                   | Parciales: 16 - 16, 24 - 17 16 - 9, 12 - 18                       |                      |                                                                              | |  |  |
|                   | Estadísticas Scott 20 Christian Rafael Romero 9 Martín Cequeira 3 | Reporte Pts Reb Asts | Estadísticas 19 Emiliano Agostino 10 Williams James Leon 4 Adrían Forastieri | Pabellón: Estadio del Club Alvear, Villa Ángela Árbitros: Pedro Enrique Hoyo, Cristian Sebastián Alfaro, Gustavo D'Anna |  |  |
| serie 2 - 2       |                                                                   |                      |                                                                              | |  |  |
|                   |                                                                   |                      |                                                                              | |  |  |

| 20 de mayo  | San Martín (C)                                                          | 70–57                | Alvear                                                                             | |  |  |
|             | Parciales: 16 - 9, 12 - 14 23 - 22, 19 - 12                             |                      |                                                                                    | |  |  |
|             | Estadísticas Emiliano Agostino 17 Santiago González 9 Federico Grenni 5 | Reporte Pts Reb Asts | Estadísticas 21 Cristian Rafael Romero 10 Cristian Rafael Romero 3 Martín Cequeira | Pabellón: Estadio Raúl Argentino Ortíz, Corrientes Árbitros: Ariel Fernando Rosas, Maximiliano Piedrabuena, Alejandro César Trías |  |  |
| serie 3 - 2 |                                                                         |                      |                                                                                    | |  |  |
|             |                                                                         |                      |                                                                                    | |  |  |

### Final
San Martín (Corrientes) - Instituto 

| 24 de mayo, 21:30 | San Martín (C)                                                                     | 64–63                | Instituto                                                               | |  |  |
|                   | Parciales: 16 - 18, 18 - 13 9 - 22, 21 - 10                                        |                      |                                                                         | |  |  |
|                   | Estadísticas James Leon Williams 28 James Leon Williams 16 Fernando Andrés Calvi 4 | Reporte Pts Reb Asts | Estadísticas 17 Luis Federico Mansilla 7 Emiliano Martina 4 Pablo Bruna | Pabellón: Estadio Raúl Argentino Ortíz, Corrientes Árbitros: Raúl Oscar Lorenzo, Leonardo Barotto, Alberto Eduardo Ponzo |  |  |
| serie 1 - 0       |                                                                                    |                      |                                                                         | |  |  |
|                   |                                                                                    |                      |                                                                         | |  |  |

| 26 de mayo, 21:30 | San Martín (C)                                                           | 76–58                | Instituto                                                                 | |  |  |
|                   | Parciales: 14 - 16, 25 - 10 17 - 25, 20 - 7                              |                      |                                                                           | |  |  |
|                   | Estadísticas Emiliano Agostino 22 Santiago González 10 Federico Grenni 5 | Reporte Pts Reb Asts | Estadísticas 16 Kenneth Terrel Jones 8 Kenneth Terrel Jones 3 Pablo Bruna | Pabellón: Estadio Raúl Argentino Ortíz, Corrientes Árbitros: Leandro Nicolás Lezcano, Cristian Ariel Salguero, Sergio Gabriel López |  |  |
| serie 2 - 0       |                                                                          |                      |                                                                           | |  |  |
|                   |                                                                          |                      |                                                                           | |  |  |

| 30 de mayo, 22:00 | Instituto                                                                      | 71–72                | San Martín (C)                                                                  | |  |  |
|                   | Parciales: 12 - 16, 17 - 11 17 - 22, 25 - 23                                   |                      |                                                                                 | |  |  |
|                   | Estadísticas Kenneth Terrel Jones 16 Emiliano Martina 8 Nicolás Zurschmitten 3 | Reporte Pts Reb Asts | Estadísticas 18 Pablo David Alderete 12 James Leon Williams 5 Adrián Forastieri | Pabellón: Estadio Ángel Sandrín, Córdoba Árbitros: Javier Andrés Sánchez, Cristian Sebastián Alfaro, Sebastián Gustavo Vasallo |  |  |
| serie 0 - 3       |                                                                                |                      |                                                                                 | |  |  |
|                   |                                                                                |                      |                                                                                 | |  |  |